# Liste des produits Pentax

## Appareils argentiques

### Asahiflex (1952-1957)

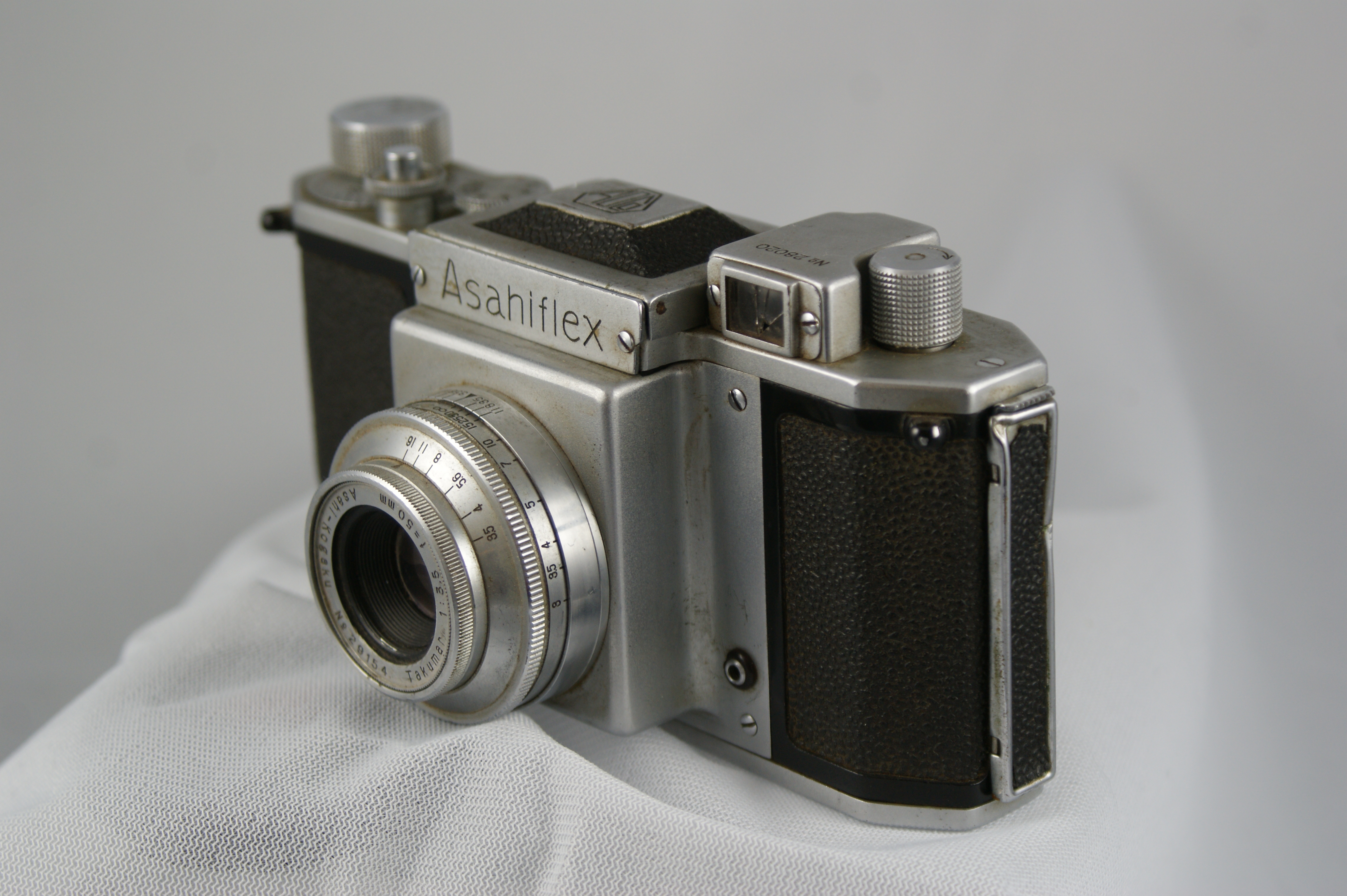
Asahiflex avec objectif Takumar 50 mm f/3.5

Ces boîtiers ont la particularité de coupler le miroir au déclencheur. La levée et descente du miroir est ainsi automatisée selon que l'on appuie ou relâche le déclencheur.
- Asahiflex I
- Asahiflex IA
- Asahiflex IIB
- Asahiflex IIB modèle 2 qui se différencie du précédent par un cache en face avant qui préfigure l'emplacement du barillet des vitesses lentes sur le IIA.
- Asahiflex IIA

### Série S (1957-1964)
- Pentax (1957)
- Pentax S (1958)
- Pentax S2 (1959)
- Pentax S1 (1960)
- Pentax S3 (1961)
- Pentax S1a (1961)

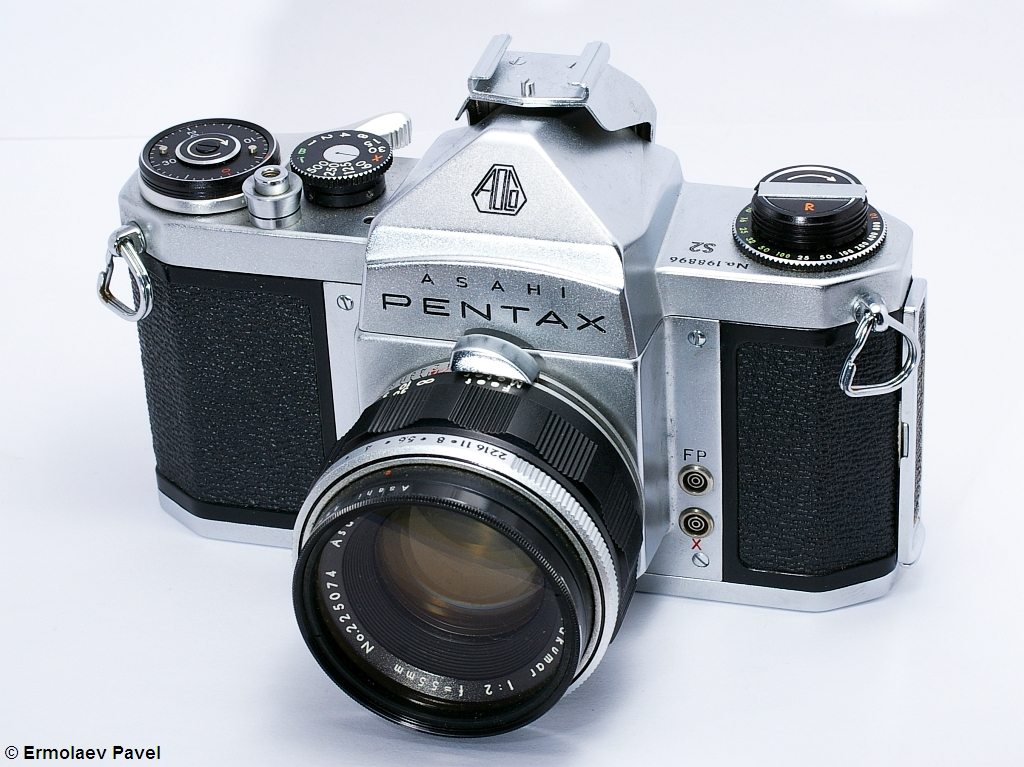
Pentax S2 avec objectif Takumar 50 mm f/2.

- Pentax S2 super (1962) Réservé au marché japonais, on le reconnait à son barillet des vitesses qui indique le 1000e/s
- Pentax SV (1962)
- Pentax SL (1964)

### Série Spotmatic (1964-1974)

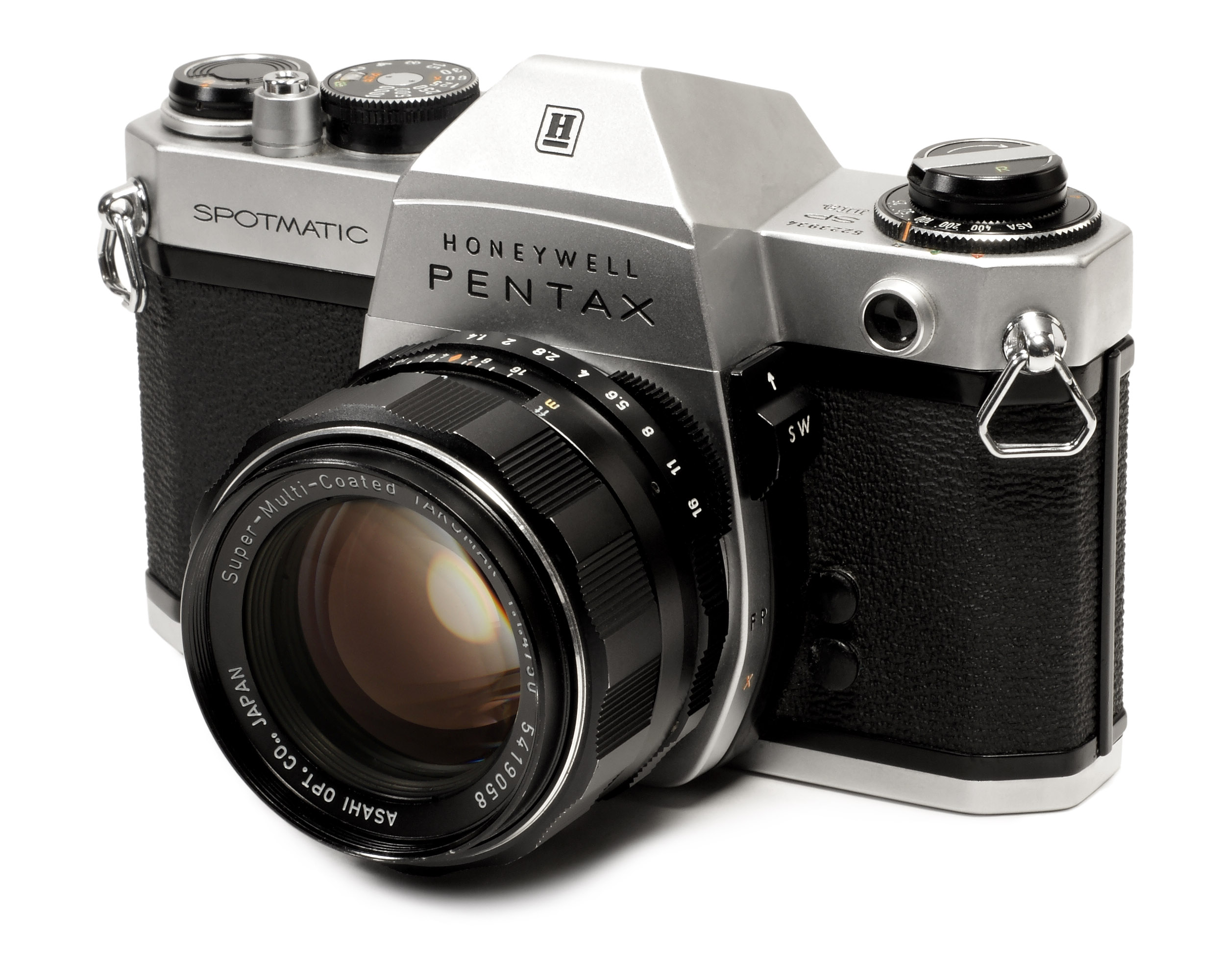
Honeywell Pentax Spotmatic (États-Unis) avec objectif SMC Takumar 50 mm f/1.4.

Le Spotmatic innove avec l'intégration dans le boitier de la cellule photoélectrique permettant la mesure de la lumière à travers l'objectif (TTL).
- Spotmatic (en) (1964)
- Spotmatic 500 (1971)
- Spotmatic II (1971)
- Spotmatic IIa (1971) Uniquement produit sous la marque Honeywell pour le marché nord-américain, il possède une cellule dédiée aux flashs Honeywell Stobonar 772 et 882
- Spotmatic F (1973)
- Spotmatic 1000 (1974)

### Série ES (1971-1973)

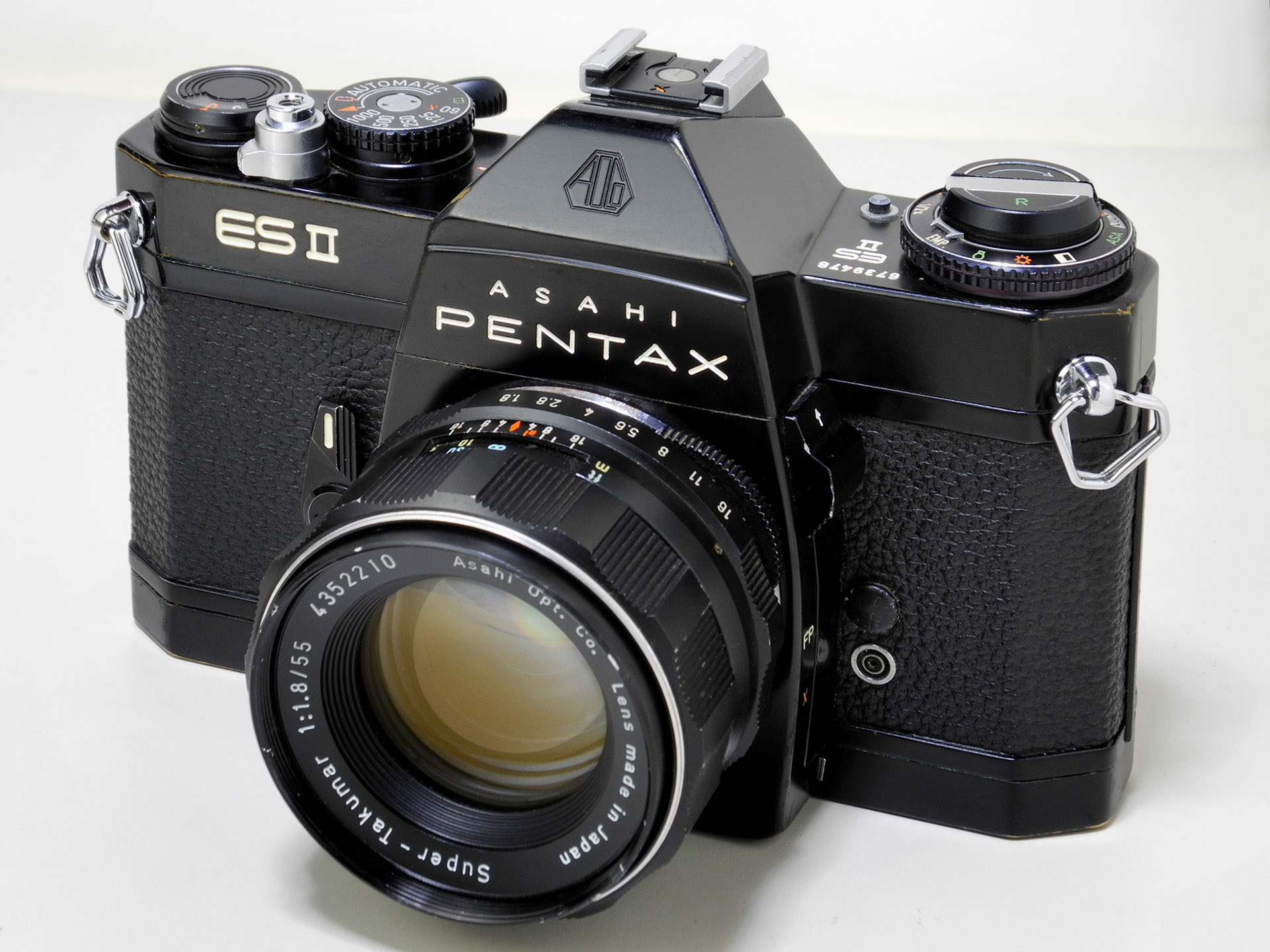
Pentax ES II avec objectif Super-Takumar 55 mm f/1.8.

Le ES, Electronic Spotmatic innove avec l'obturateur électroniquement commandé par le posemètre avec une variation continue de la vitesse. Le Spotmatic devient automatique.
- Pentax Electro Spotmatic (1971) "ELECTRO SPOTMATIC" écrit en toutes lettres sur la face avant.
- Pentax ES (1971)
- Pentax ES II (1973)

### Série K (1958-1977)

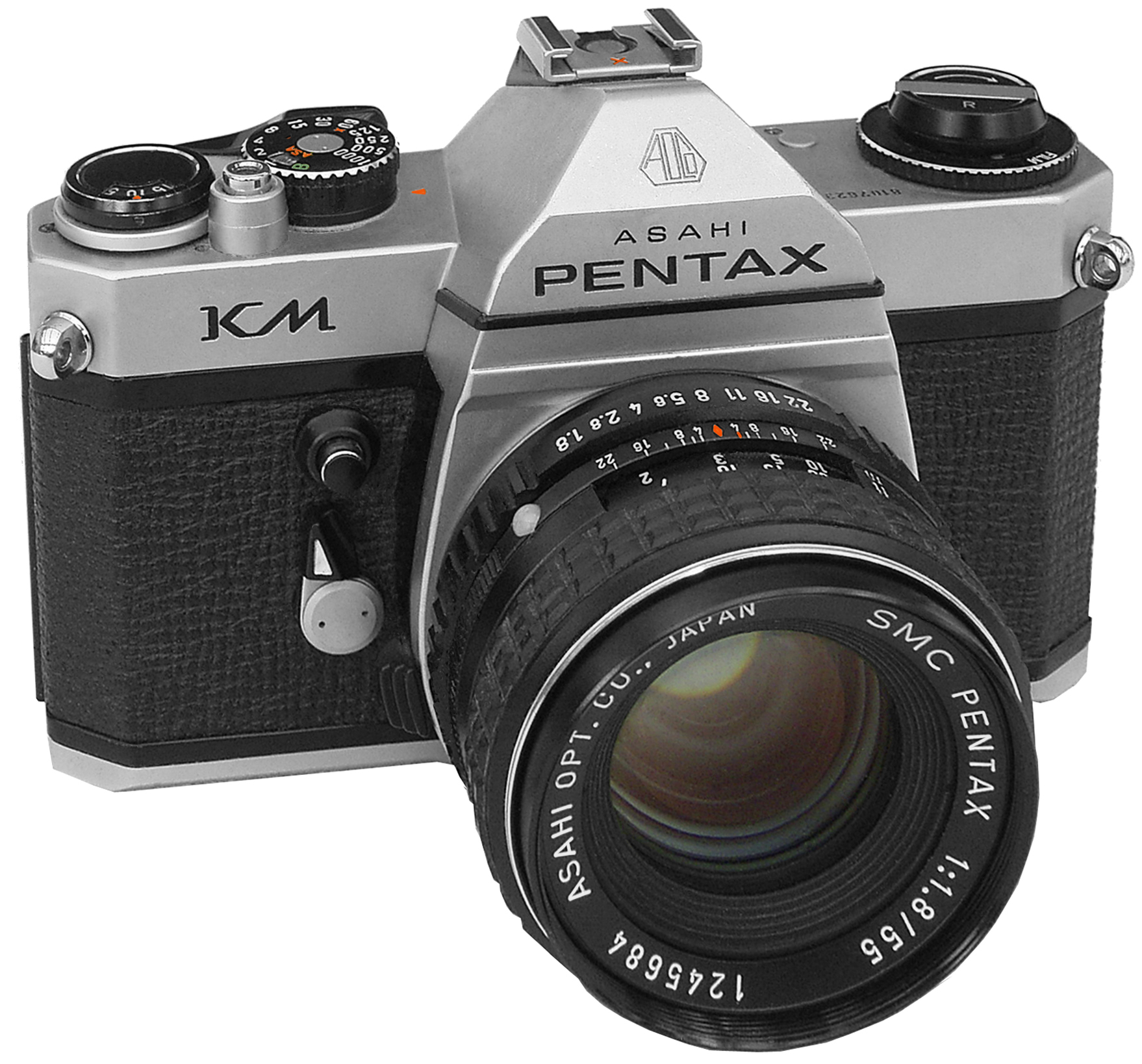
Pentax KM avec objectif Pentax 55 mm f/1.8.

- Pentax K (1958) : semblable au Pentax original de 1957. Il se distingue par l'adoption de la présélection automatique du diaphragme. La visée est faite à pleine ouverture et, au déclenchement, le diaphragme s'arrête à la présélection choisie. À la fin de la prise de vue, le diaphragme revient à la pleine ouverture.
- Pentax K2 (1975 : premier boîtier avec une monture à baïonnette K en remplacement de la monture à vis M42.
- Pentax K2 DMD (1976)
- Pentax KX (1975)
- Pentax KM (1975)
- Pentax K1000 (en) (1975) : boîtier entièrement mécanique sans automatisme
- Pentax K1000 dit Poste (1975). Comme certains Foca ou Leica, c'est un rare boîtier destiné à la photographie des terminaux téléphoniques (PTT). Le barillet des vitesses est bloqué sur 1/60e et couvert d'un cache en alu. L'objectif, un 35mm f:3,5 voit sa bague de mise au point collée sur 50 cm et le diaphragme à f:8. Il était utilisé sur un boîtier relié au secteur comprenant deux flashs latéraux lui-même fixé sur un cadre métallique.
- Pentax K1000 SE (1977)

### Série M (1976-1981)
- Pentax ME (1976)

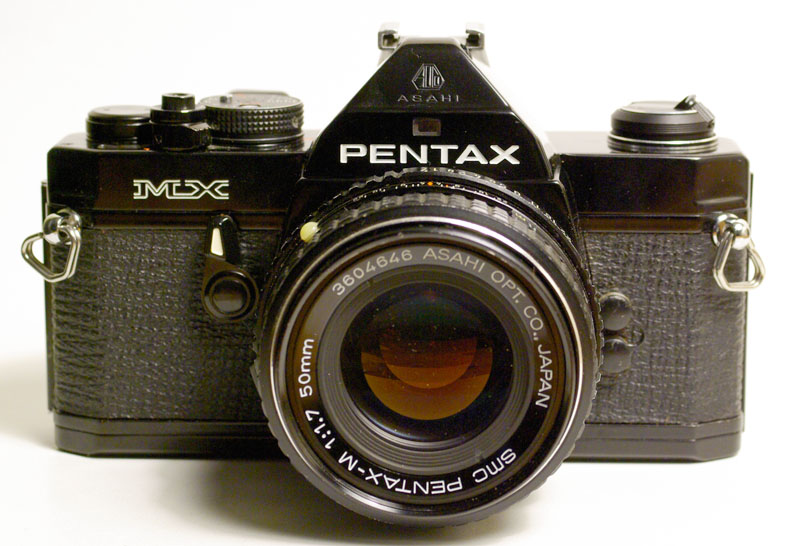
Pentax MX avec objectif Pentax M 50 mm f/1.7.

- Pentax MX (1976) : sa conception tout mécanique permettait un fonctionnement sans pile. La pile était utilisée uniquement pour le fonctionnement du posemètre.
- Pentax ME SE (1977)
- Pentax MV (1979)
- Pentax MV1 (1980)
- Pentax ME Super (1980)
- Pentax ME-F (1981) Premier appareil autofocus au monde avec l'objectif SMC Pentax AF Zoom 35-70 f:2,8.
- Pentax MG (1981)

### Série A (1983-1985)

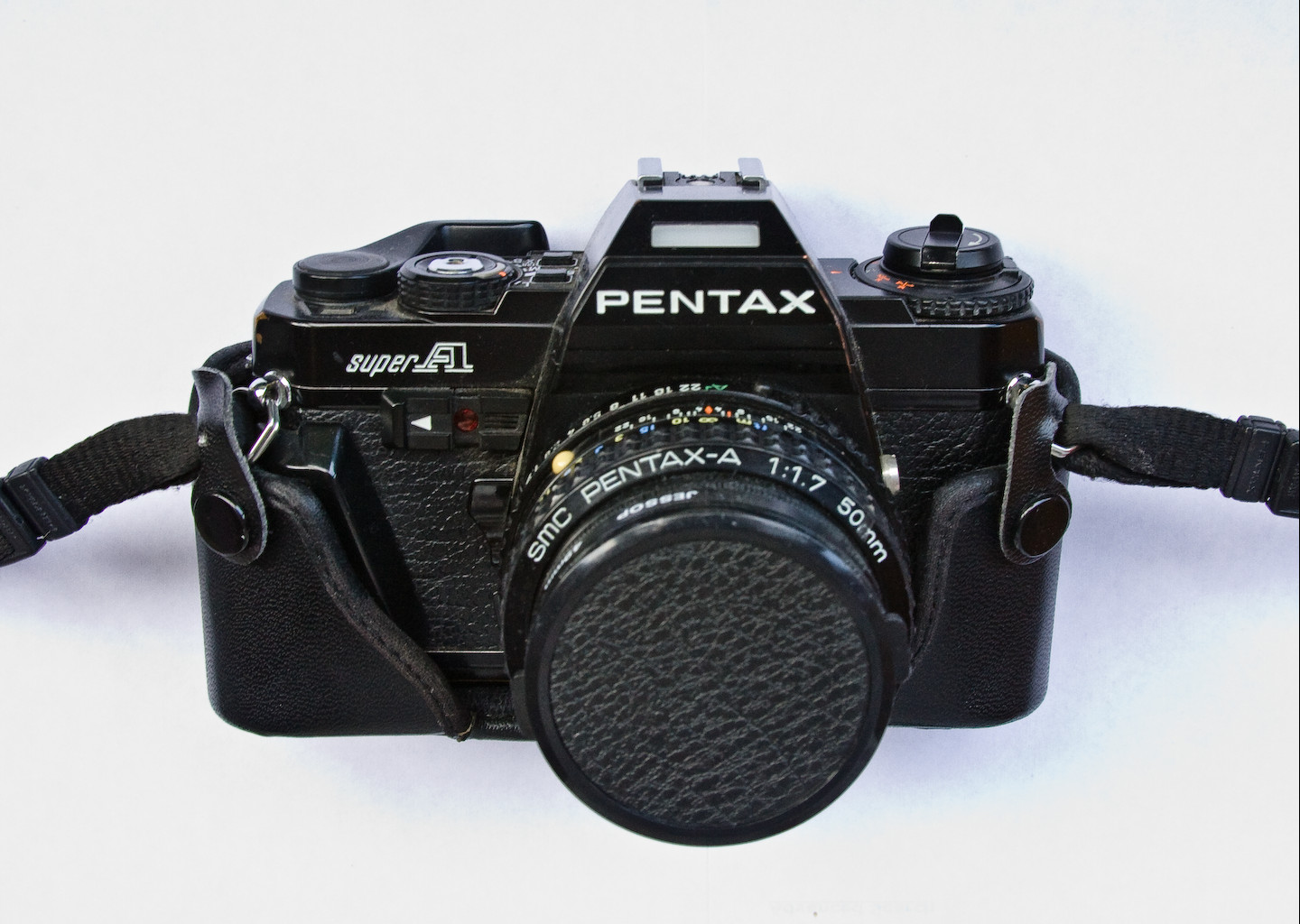
Pentax Super-A avec objectif Pentax A 50 mm f/1.7.

- Pentax Super-A (en) (1983) (Super Program aux États-Unis)
- Pentax Program A (1984) (Program Plus aux États-Unis)
- Pentax A3 ou Pentax A3000 (1985)
- Pentax A3 Date (1985) identique au A3 mais qui possède un dos dateur d'origine (qui n'existe pas en accessoire adaptable)

### Série P (1985-1990)
- Pentax P3 / P30 (1985)

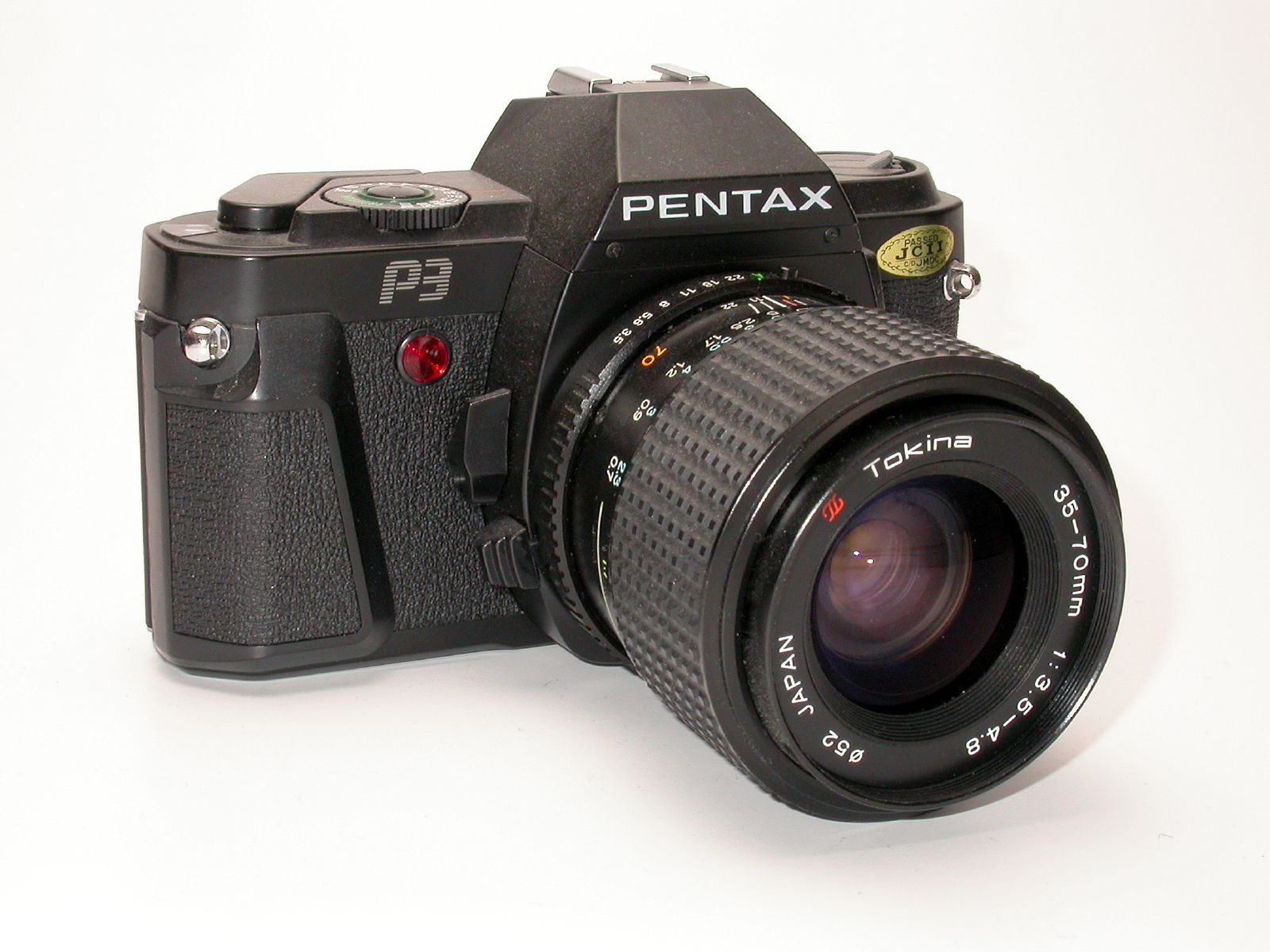
Pentax P3 avec objectif Tokina 35-70 mm f/3.5-4.8.

- Pentax P30 Date (1985) Sorti pour le marché japonais,il est identique au P30 mais possède un dos dateur d'origine (qui n'existe pas en accessoire adaptable)
- Pentax P5 / P50 (1986)
- Pentax P3N / P30N (1988)
- Pentax P30T (1990)

### Série SF (1987-1989)

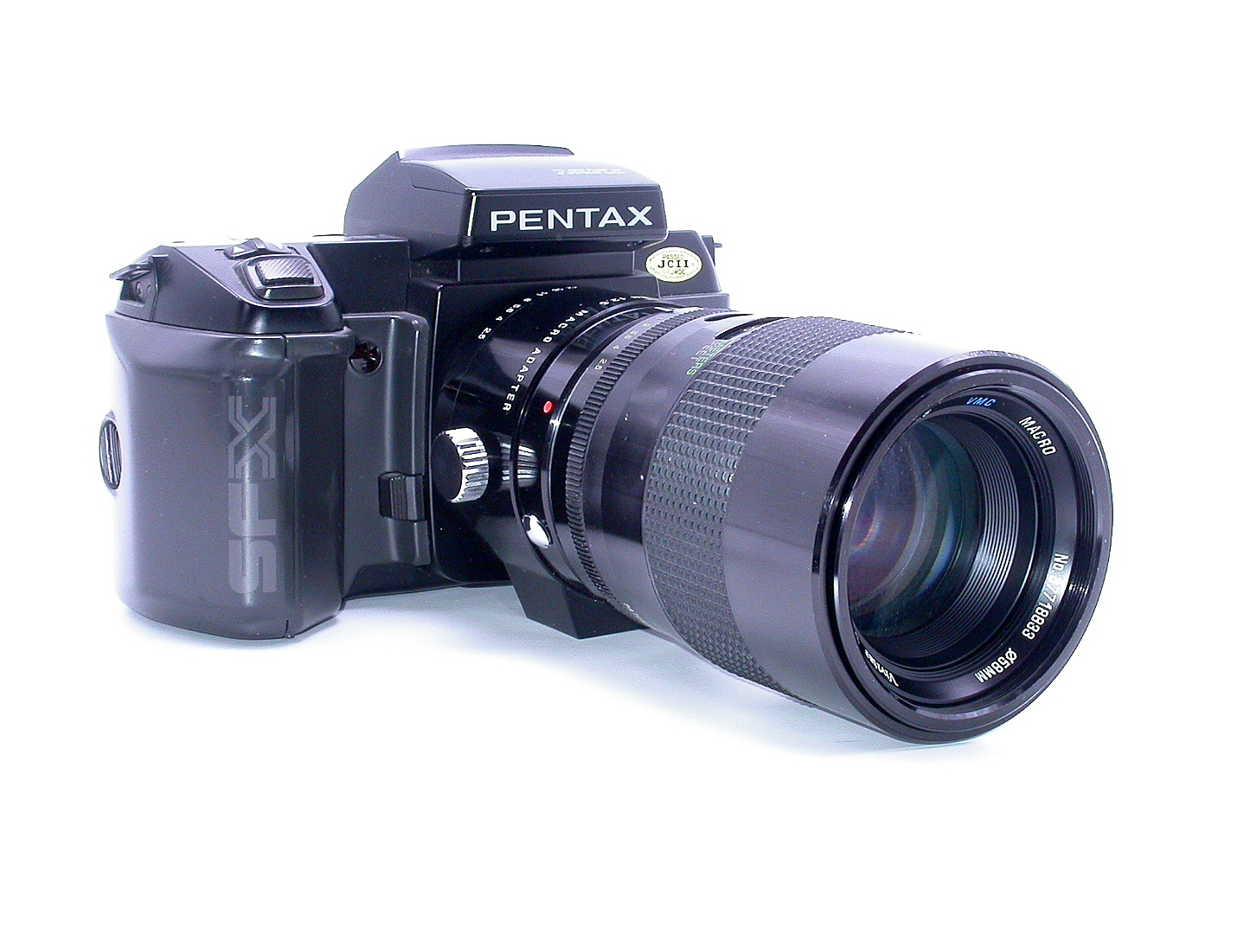
Pentax SFX avec objectif Vivitar Serie 1
Macro 90 mm f/2.5.

La série SF inaugure les premiers boîtiers intégrant la mise au point automatique (autofocus).
- Pentax SFX (en) (1987) (SF1 aux États-Unis)
- Pentax SF7 (1988) (SF10 aux États-Unis)
- Pentax SFXn (1989) (SF1n aux États-Unis)

### Série Z (1991-1995)
Cette série se nomme PZ aux États-Unis.
- Pentax Z-10 (1991)
- Pentax Z-1 (1992)
- Pentax Z-20 (1992)
- Pentax Z-50 (1992)
- Pentax Z-1P (1994)
- Pentax Z-5P (1994)
- Pentax Z-70 (1995)

### Série MZ (1997-2002)

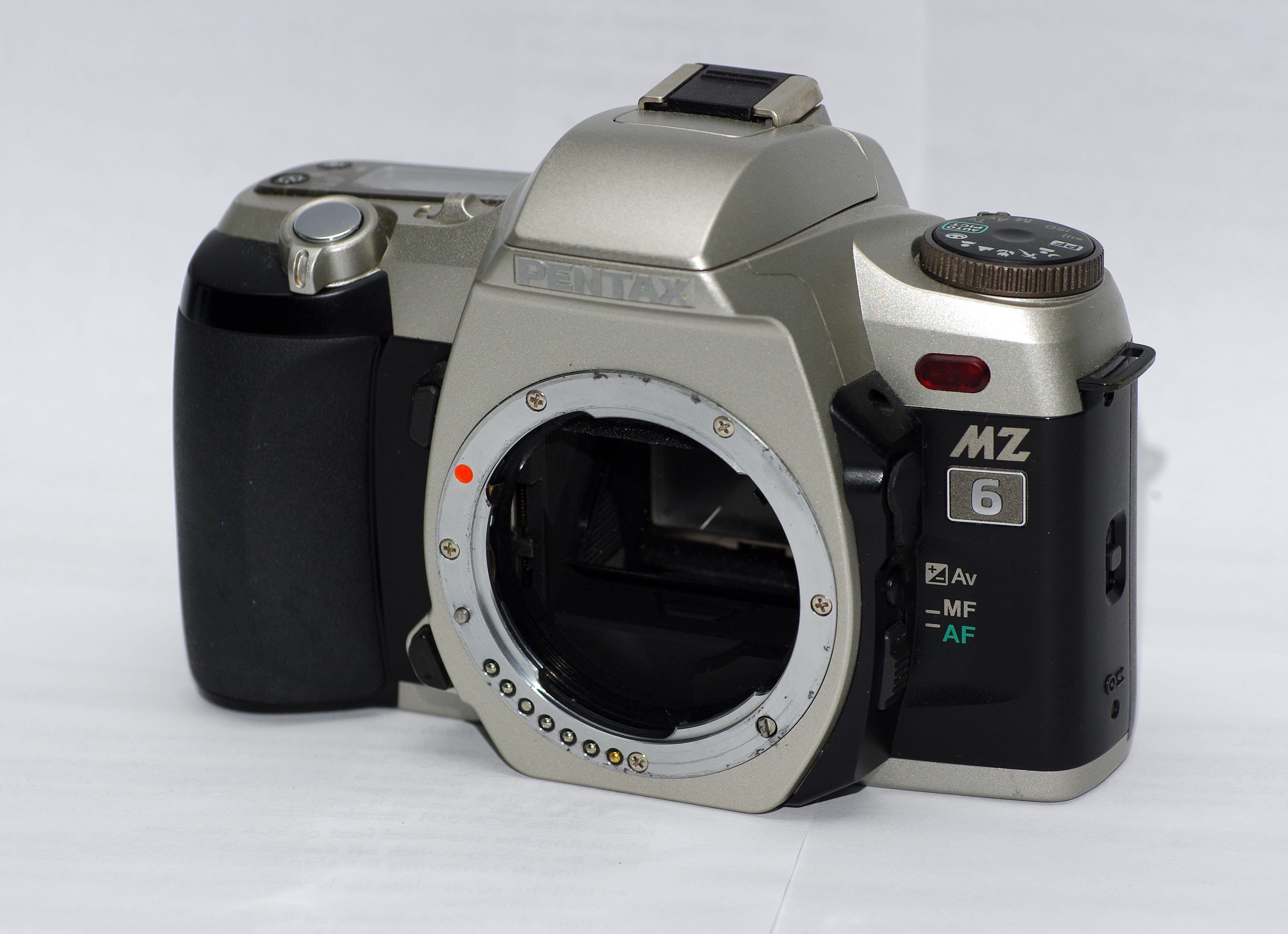
Pentax MZ-6.

Cette série se nomme ZX aux États-Unis.
- Pentax MZ-3 (1997)
- Pentax MZ-5/ZX-5 (1996)
- Pentax MZ-5n/ZX-5n (1997)
- Pentax MZ-6/ZX-L (2001)
- Pentax MZ-7/ZX-7 (1999)
- Pentax MZ-M/ZX-M (1998)
- Pentax MZ-S (2001)
- Pentax MZ-10/ZX-10 (1996)
- Pentax MZ-30/ZX-30 (1999)
- Pentax MZ-50/ZX-50 (1997)
- Pentax MZ-60/ZX-60 (2002)

### Boîtiers uniques

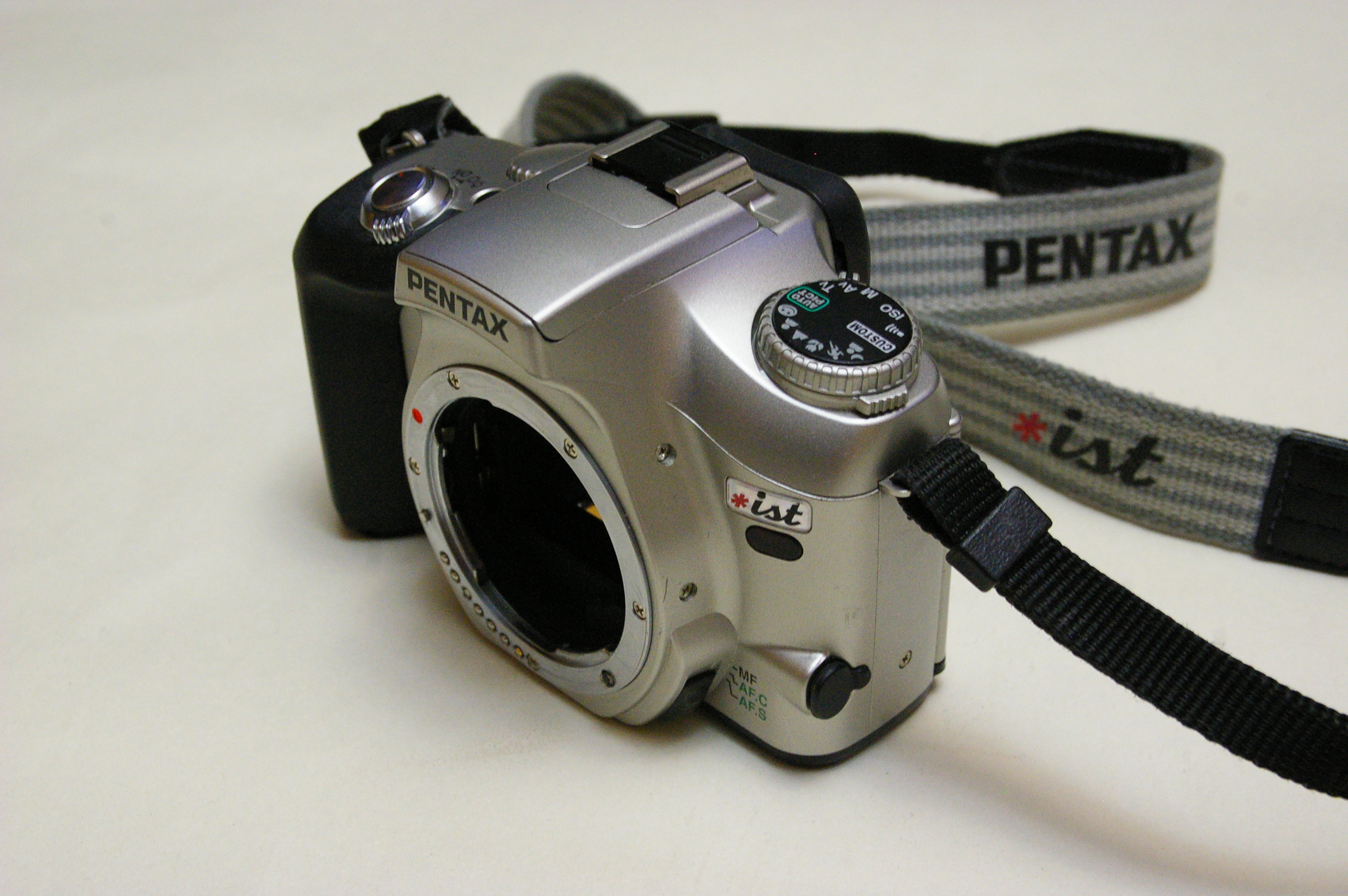
Pentax *ist.

- Pentax LX (1980) : le LX (60 en chiffres romains) a été créé à l'occasion du 60e anniversaire de ASAHI Pentax.
- Pentax *ist (2003)

Initialement, Pentax présentait le *ist et le *istD comme deux boîtiers reflex jumeaux, l'un argentique et l'autre la déclinaison numérique.

### Boîtiers miniatures

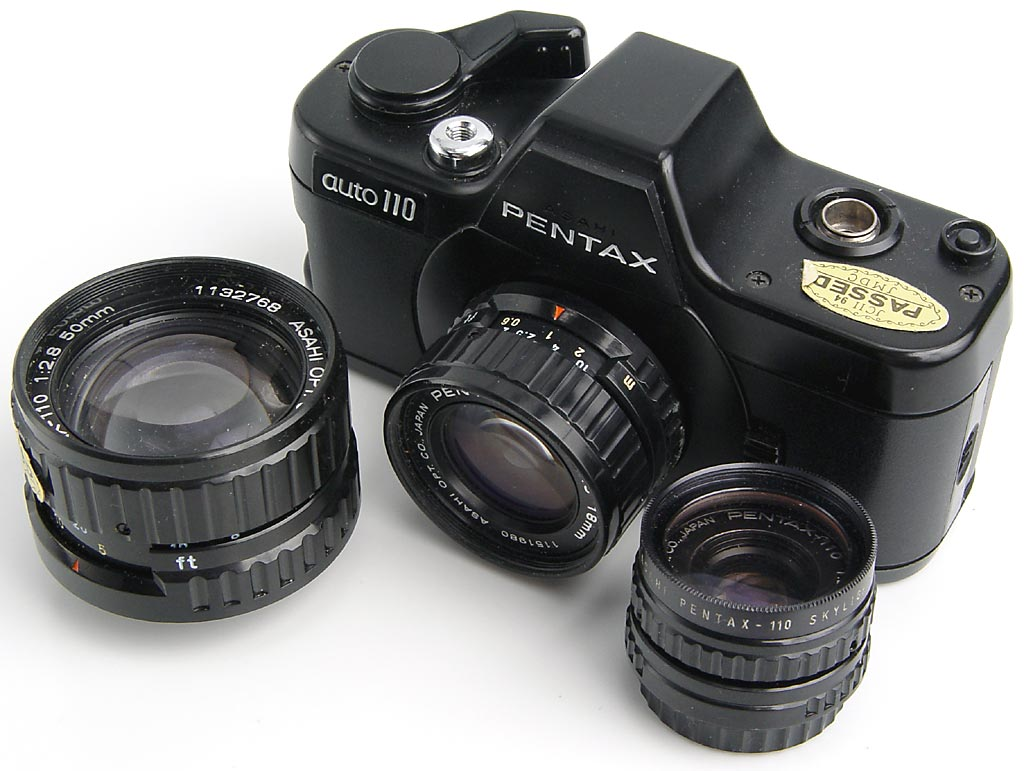
Pentax Auto 110.

- Pentax Auto 110 (en) (1978)
- Pentax Auto 110 Super (1982)

### Moyens formats
- Pentax 6x7 (1969)
- Pentax 67 (1989)
- Pentax 645 (1984)

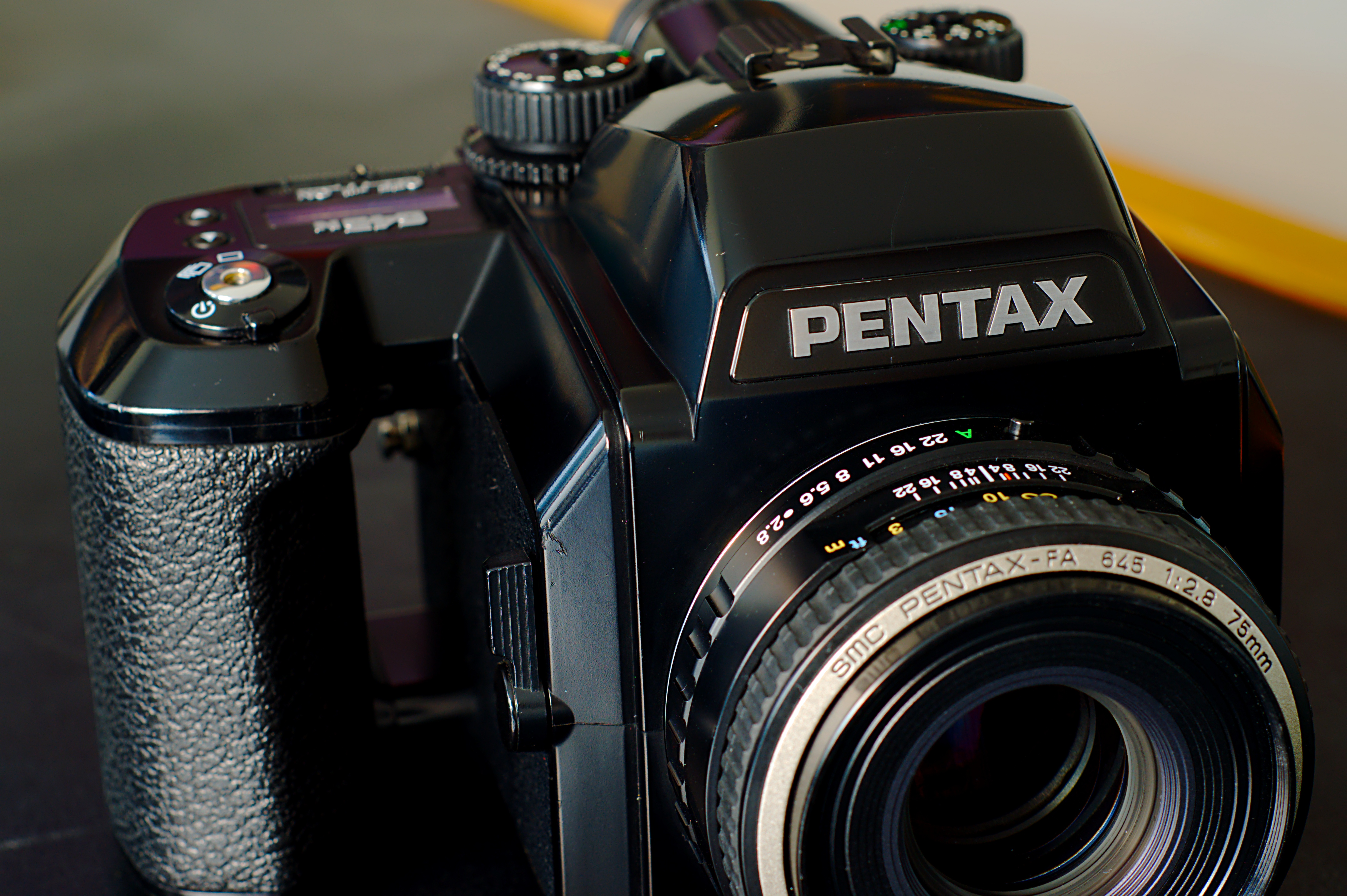
Pentax 645N avec objectif
Pentax-FA 645 75 mm f/2.8.

- Pentax 645 N (1997) : cet appareil a remporté 3 grands prix en 1998, le Technical Image Press Association (TIPA), le Camera Grand Prix Japan et l'European Imaging and Sound Association (EISA).
- Pentax 67 II (1998)
- Pentax 645 Nii (2001)

## Appareils numériques
Chez Pentax, les reflex numériques se distinguent en deux gammes distinctes, les « experts » et les « grand public/entrées de gamme ». Ces deux gammes peuvent se distinguer par leur visée :
- les experts utilisent une visée via un pentaprisme (vision claire, poids et volume important, coût de fabrication élevé) et ont un second écran (LCD monochrome) sur le capot de l'appareil (sauf KP), héritage des appareils argentiques. La structure de leur boîtier est en magnésium ;
- en grand public/entrée de gamme la visée se fait à travers un pentamiroir (vision plus sombre, poids et volume réduit, coût de fabrication contenu). Par la suite, à partir du K-30, les boîtiers ont bénéficié du pentaprisme et de la tropicalisation.

Ces gammes sont composées de reflex plus compacts et plus légers que la gamme expert.
Indépendamment de la gamme, tous les reflex permettent une utilisation avancée (modes semi-automatiques, stockage des images aux formats JPEG ou RAW, testeur de profondeur de champ).

### Reflex experts (2003- )
- Pentax *ist D (en) (2003) : premier véritable appareil numérique conçu et commercialisé par Pentax.
- Pentax *ist DS (en) (2004)
- Pentax K10D (2006) : ce reflex a reçu les prix EISA et TIPA en Europe, Camera Grand Prix au Japon, Editor's Choice aux États-Unis.
  - Édition limitée à 5 000 exemplaires K10D Camera Grand Prix
- Pentax K20D (2008)
- Pentax K-7 (en) (2009)
- Pentax K-5 (2010)
- Pentax K5-II et Pentax K5-IIs (2012)
- Pentax K-3 (2013)
- Pentax K-3II (2015)
- Pentax K-1 (2016)
- Pentax K-1II (2018)
- Pentax K-3III (2021)

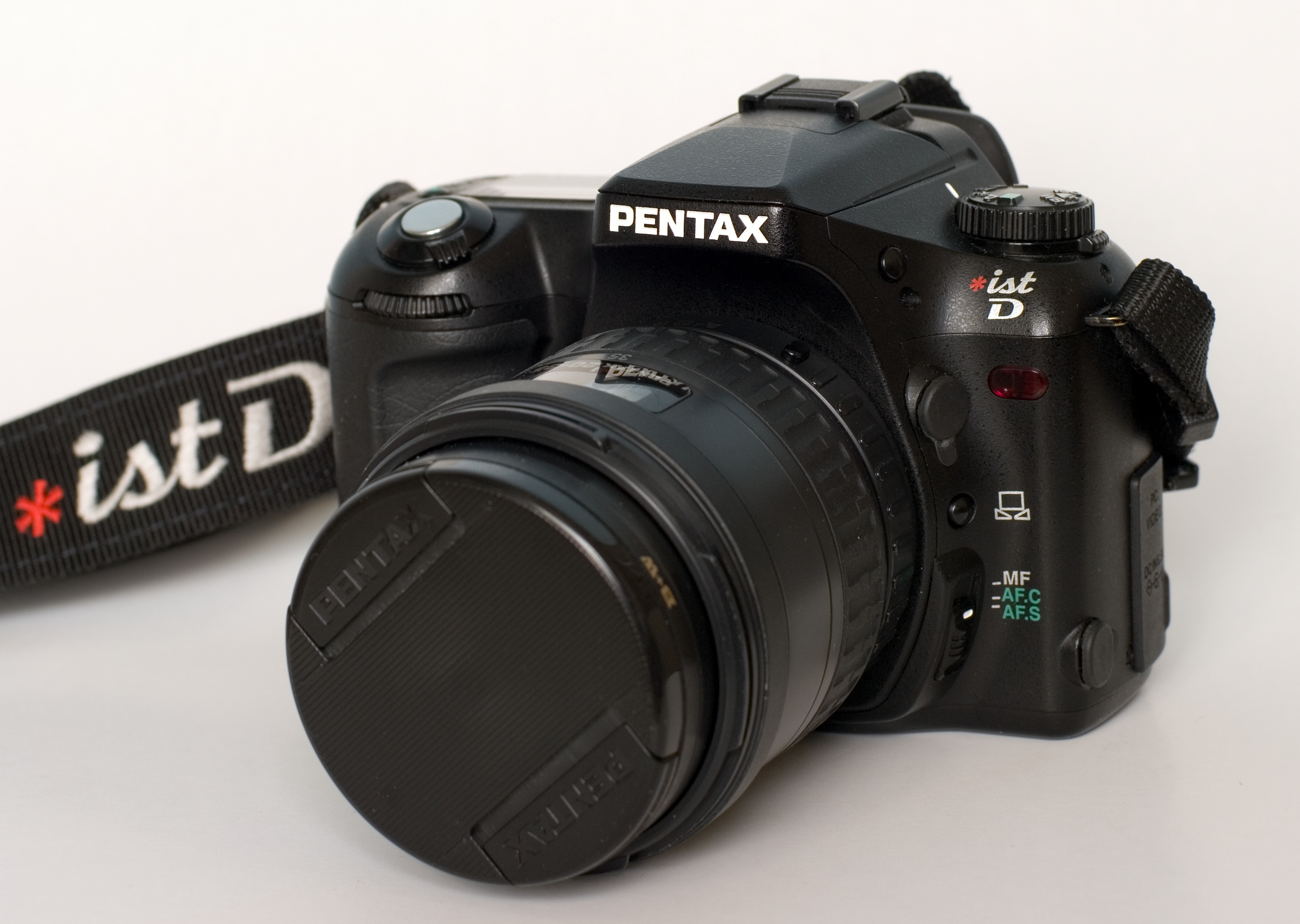
Pentax *ist D avec objectif Pentax FA 20-35 mm f/4 AL.
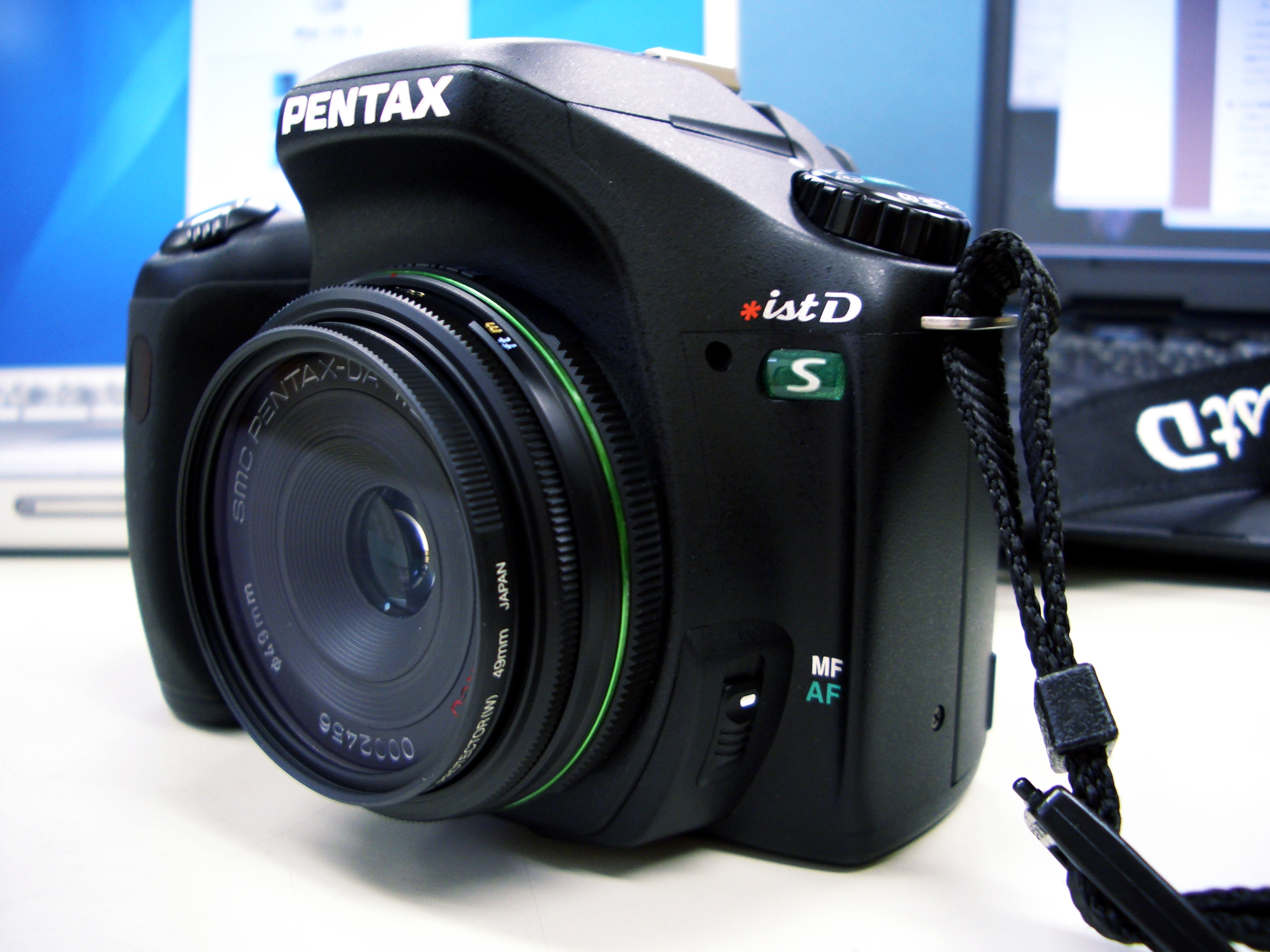
Pentax *ist Ds avec objectif Pentax DA 40 mm f/2.8 Limited (pancake).
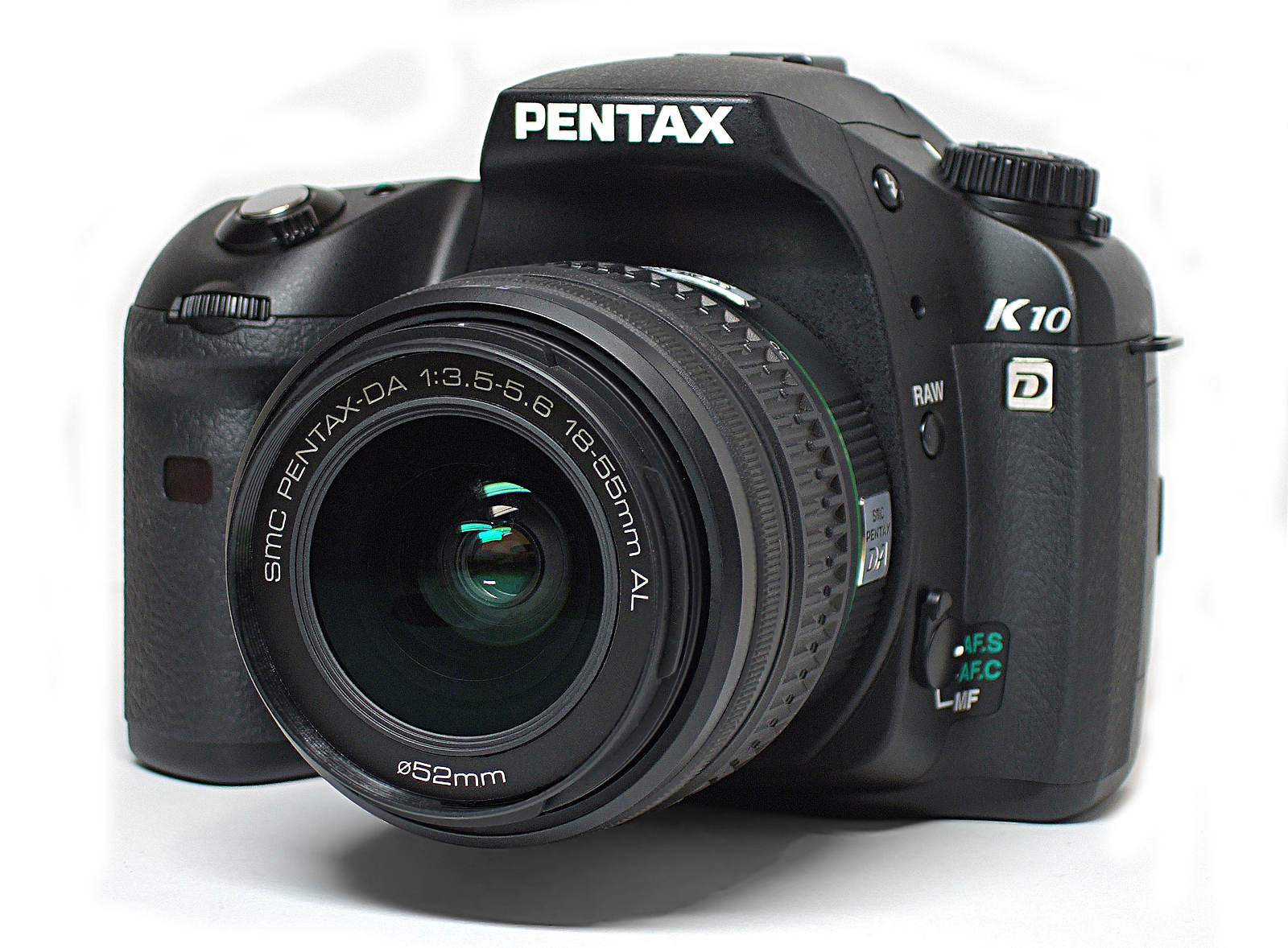
Pentax K10D avec objectif Pentax DA 18-55 mm f/3.5-5.6 AL.
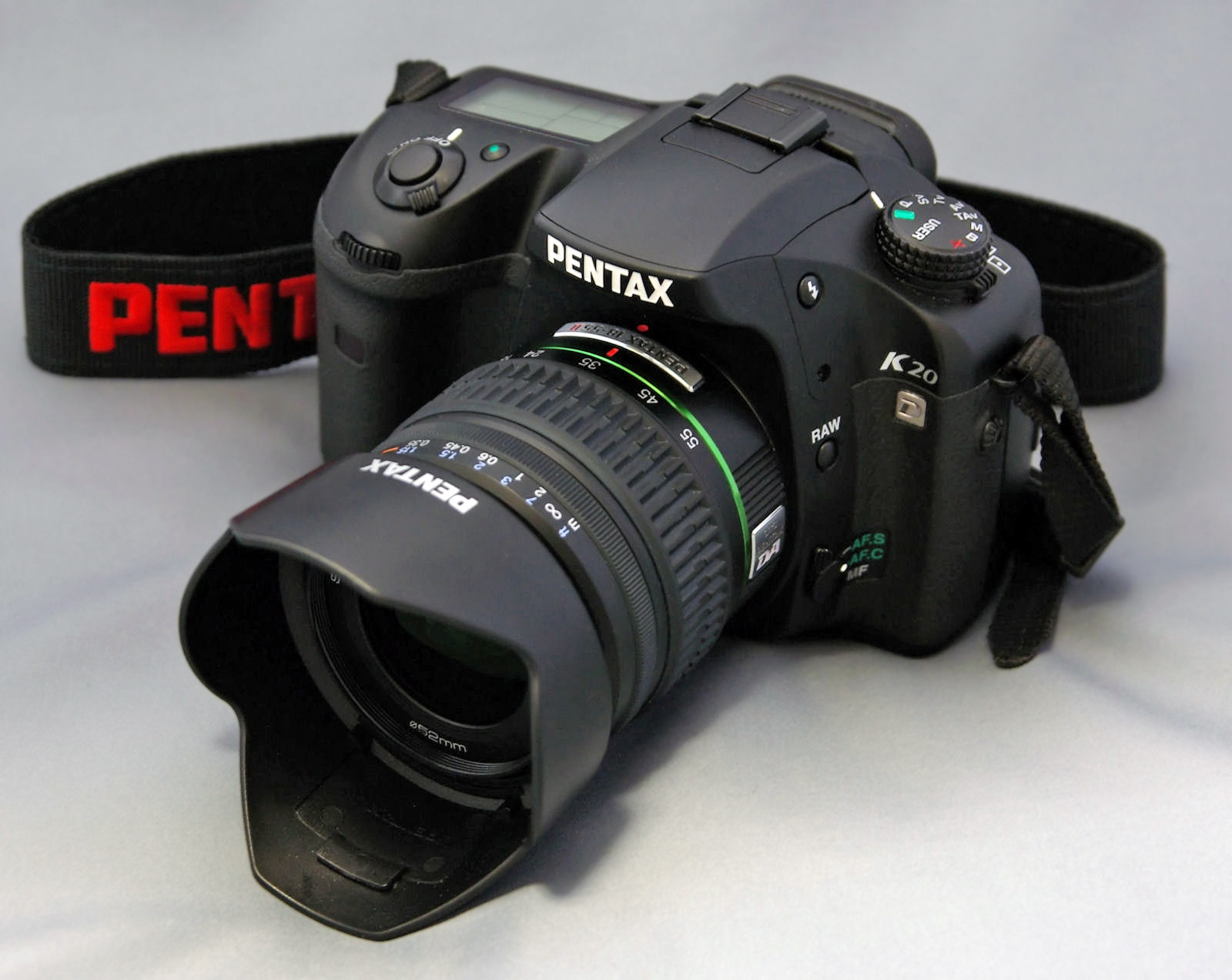
Pentax K20D avec objectif Pentax DA 18-55 mm f/3.5-5.6 AL.
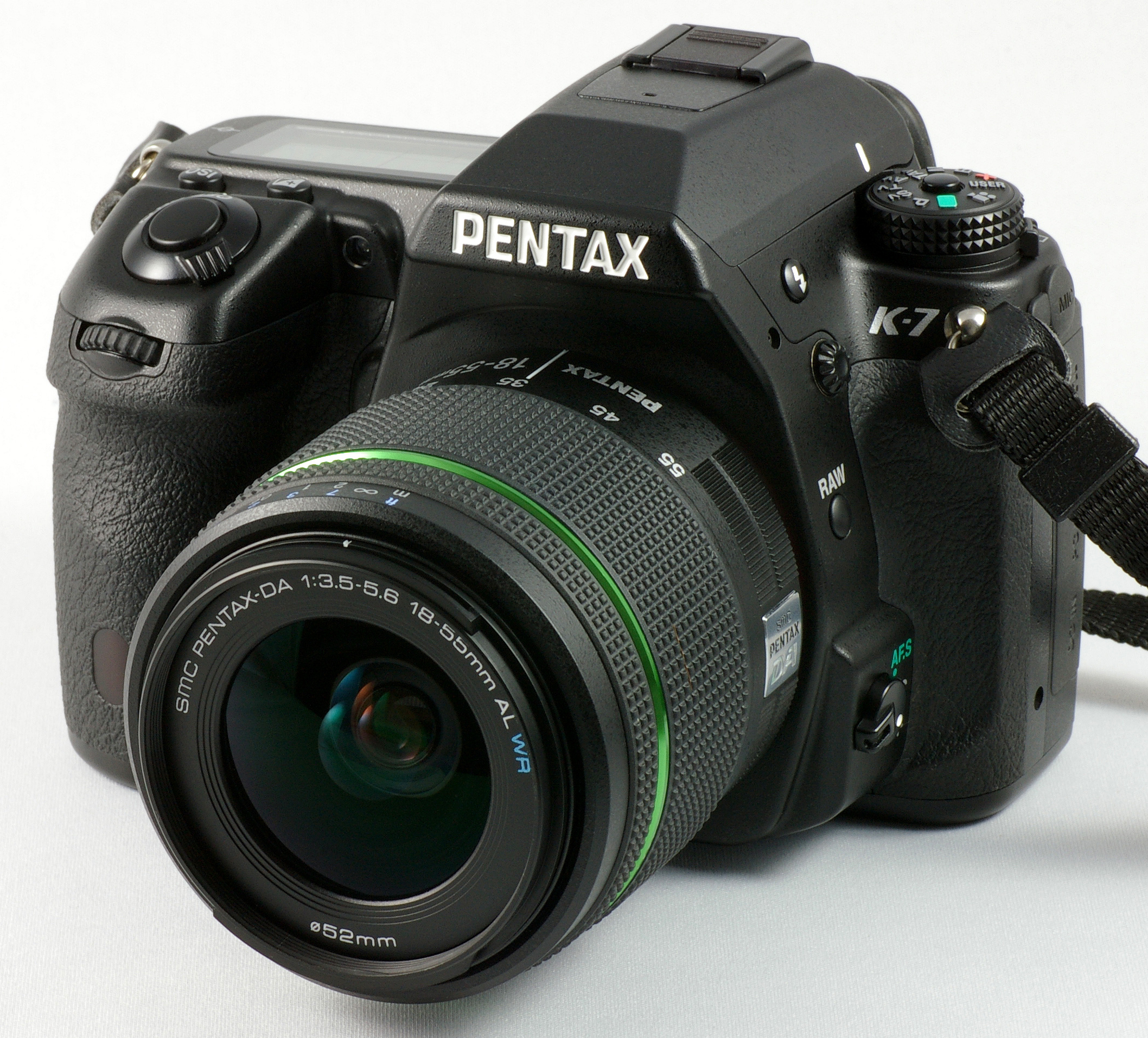
Pentax K-7 avec objectif Pentax DA 18-55 mm f/3.5-5.6 AL WR.
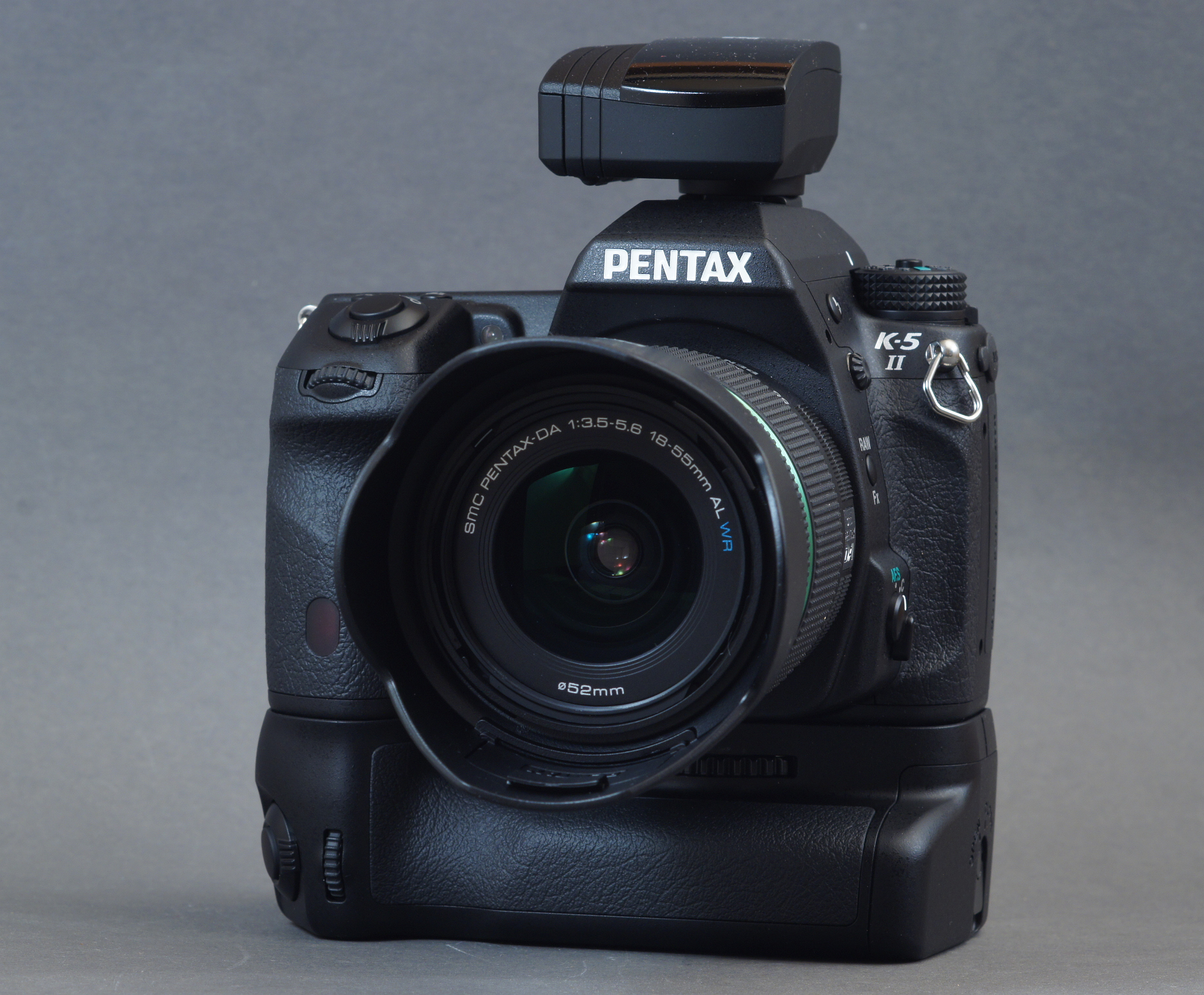
Pentax K5-II avec GPS, grip et objectif Pentax DA 18-55 mm f/3.5-5.6 AL WR.
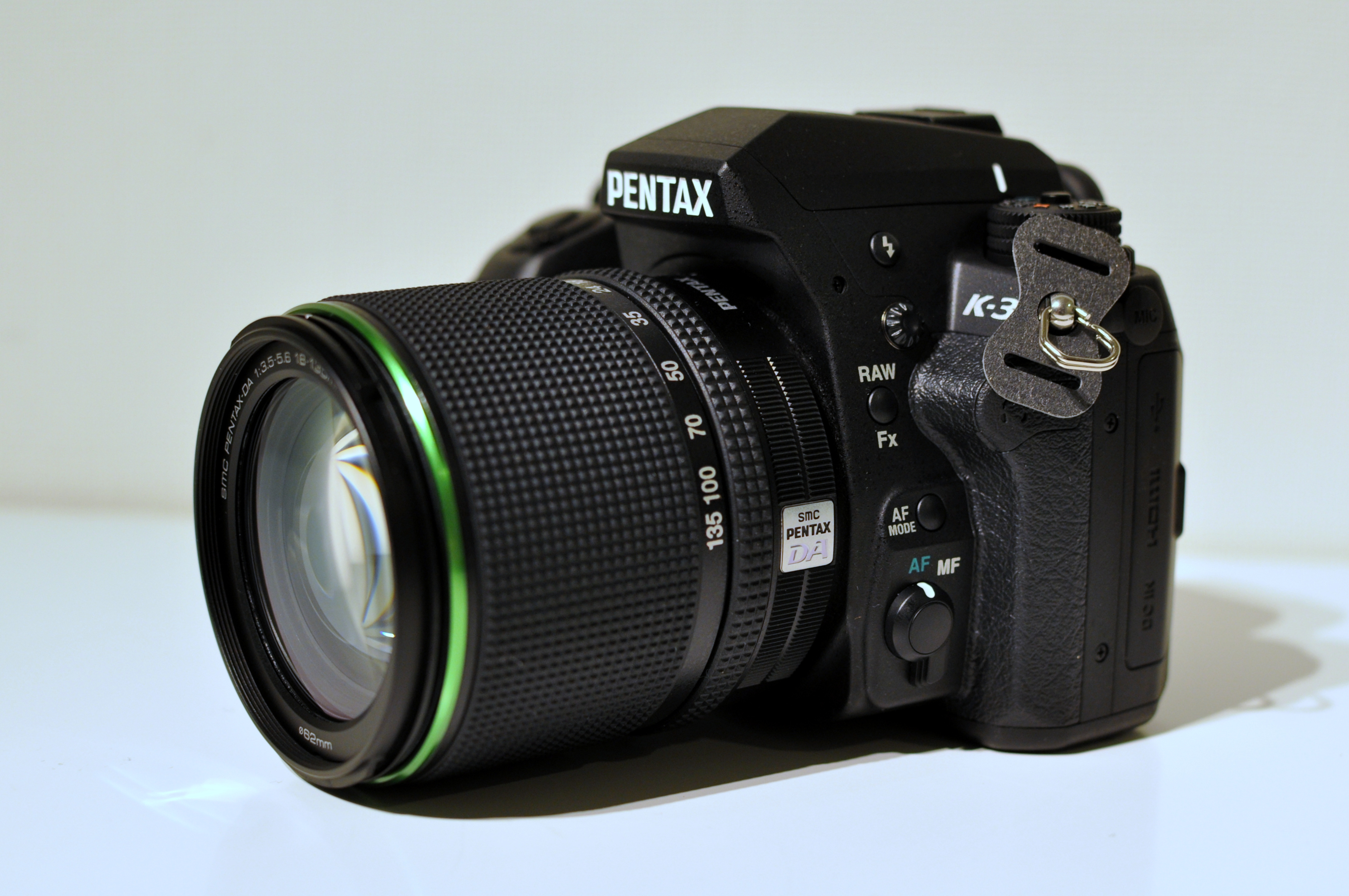
Pentax K-3 avec objectif Pentax DA 18-135 mm f/3.5-5.6 ED AL [IF] DC WR.

### Reflex grand public (2006- )
- Pentax *ist DL2 (2006)
- Pentax K100D (2006)
- Pentax K100D Super (en) (2007)
- Pentax K200D (2008)
- Pentax K-m (en) (2008)
- Pentax K-x (2009), récompensé en 2010 aux TIPA
- Pentax K-r (en) (2010)
- Pentax K-30 (en) (2012)
- Pentax K-50 (en) (2013)
- Pentax K-70 (2016)
- Pentax KP (en) (2017)
- Pentax KF (2022)

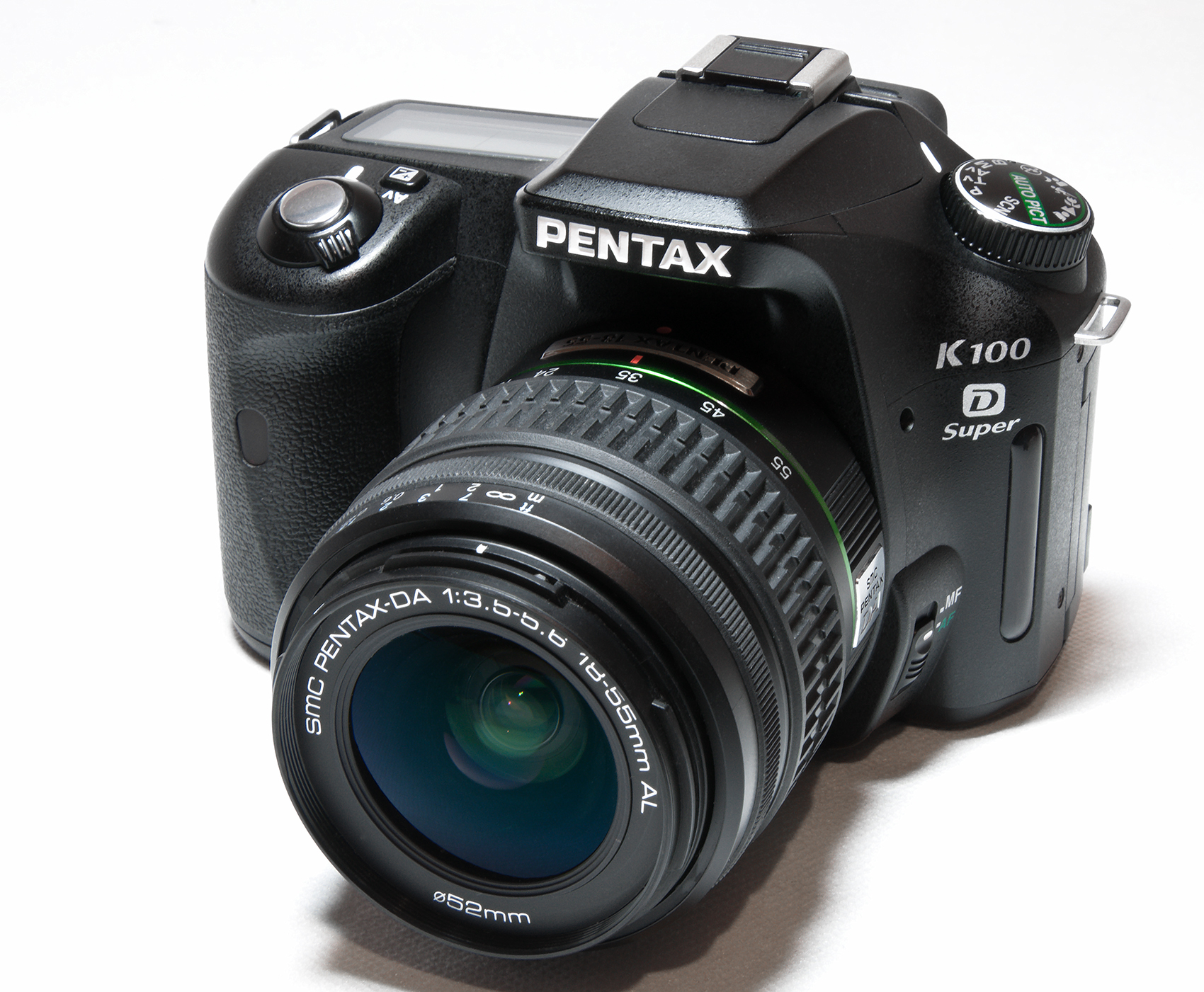
Pentax K100D Super avec objectif Pentax DA 18-55 mm f/3.5-5.6 AL.
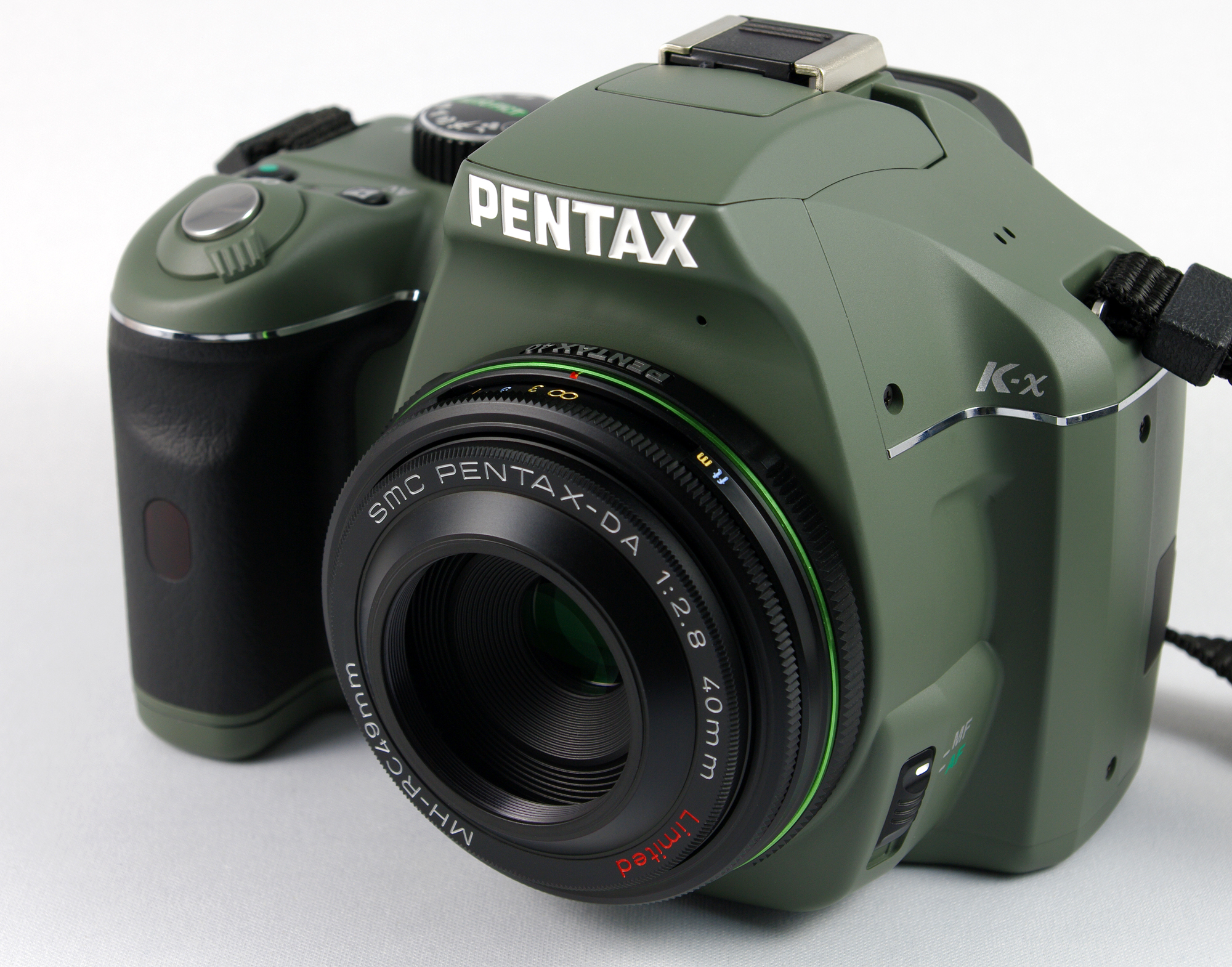
Pentax K-x vert olive avec objectif Pentax DA 40 mm f/2.8 Limited (pancake).
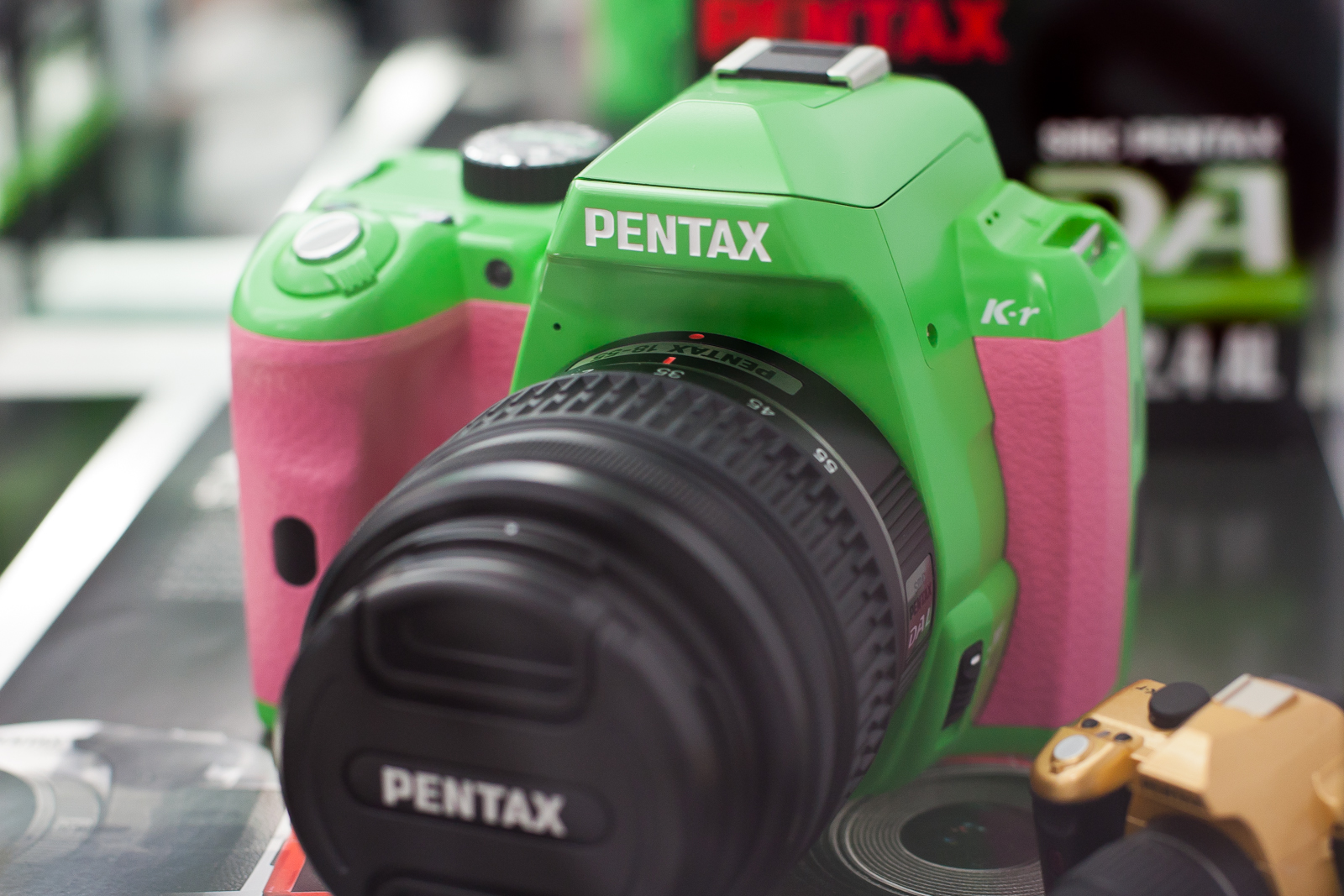
Pentax K-r vert et rose avec objectif Pentax DA 18-55 mm f/3.5-5.6 AL.
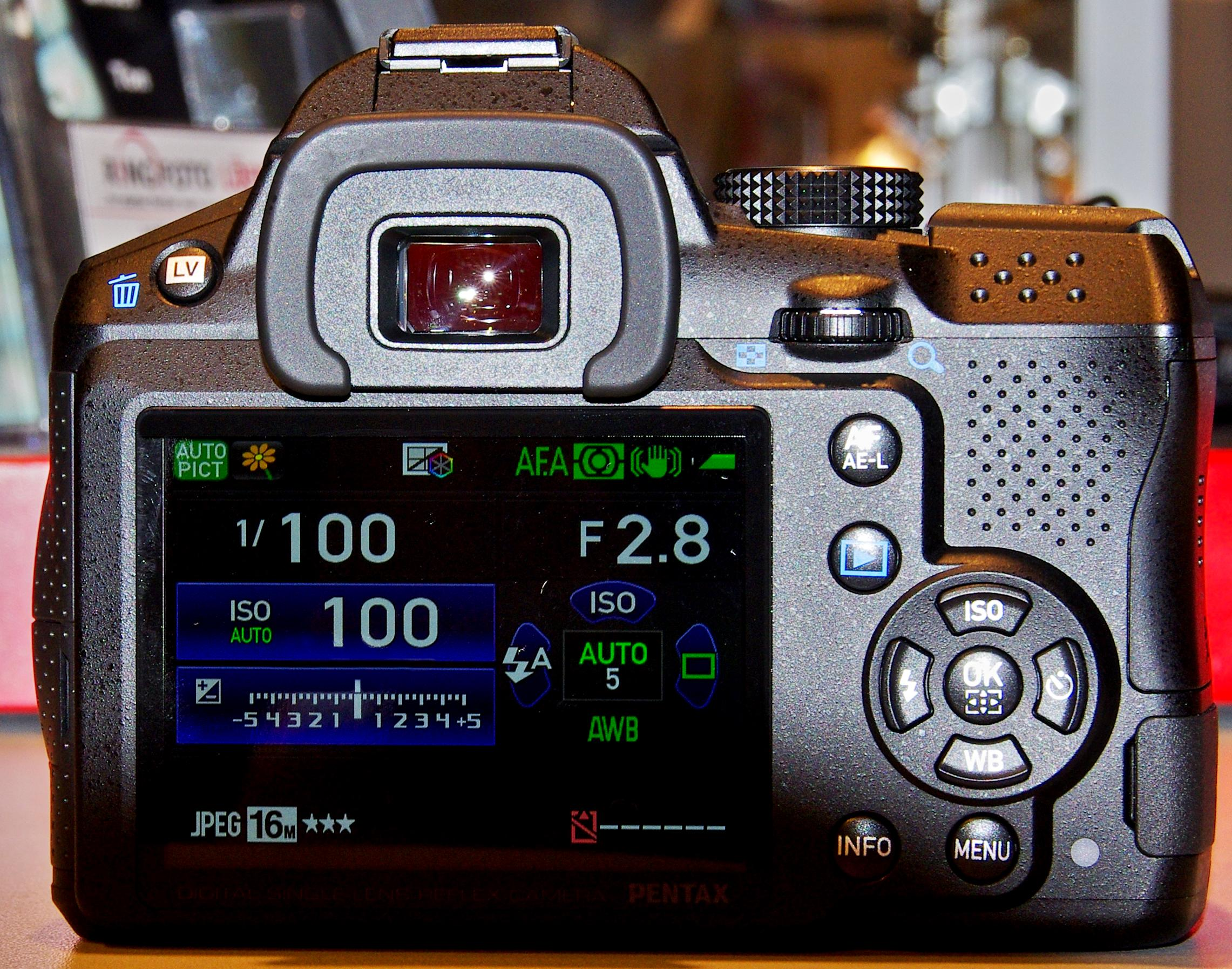
Pentax K-30 vu de dos.

### Reflex entrée-de-gamme (2005- )
- Pentax *ist DL (en) (2005)
- Pentax K110D (en) (2006)
- Pentax K-500 (en) (2013)

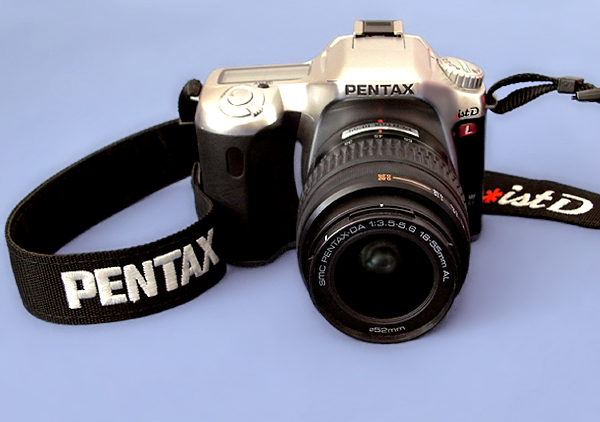
Pentax *ist DL avec objectif Pentax DA 18-55 mm f/3.5-5.6 AL.
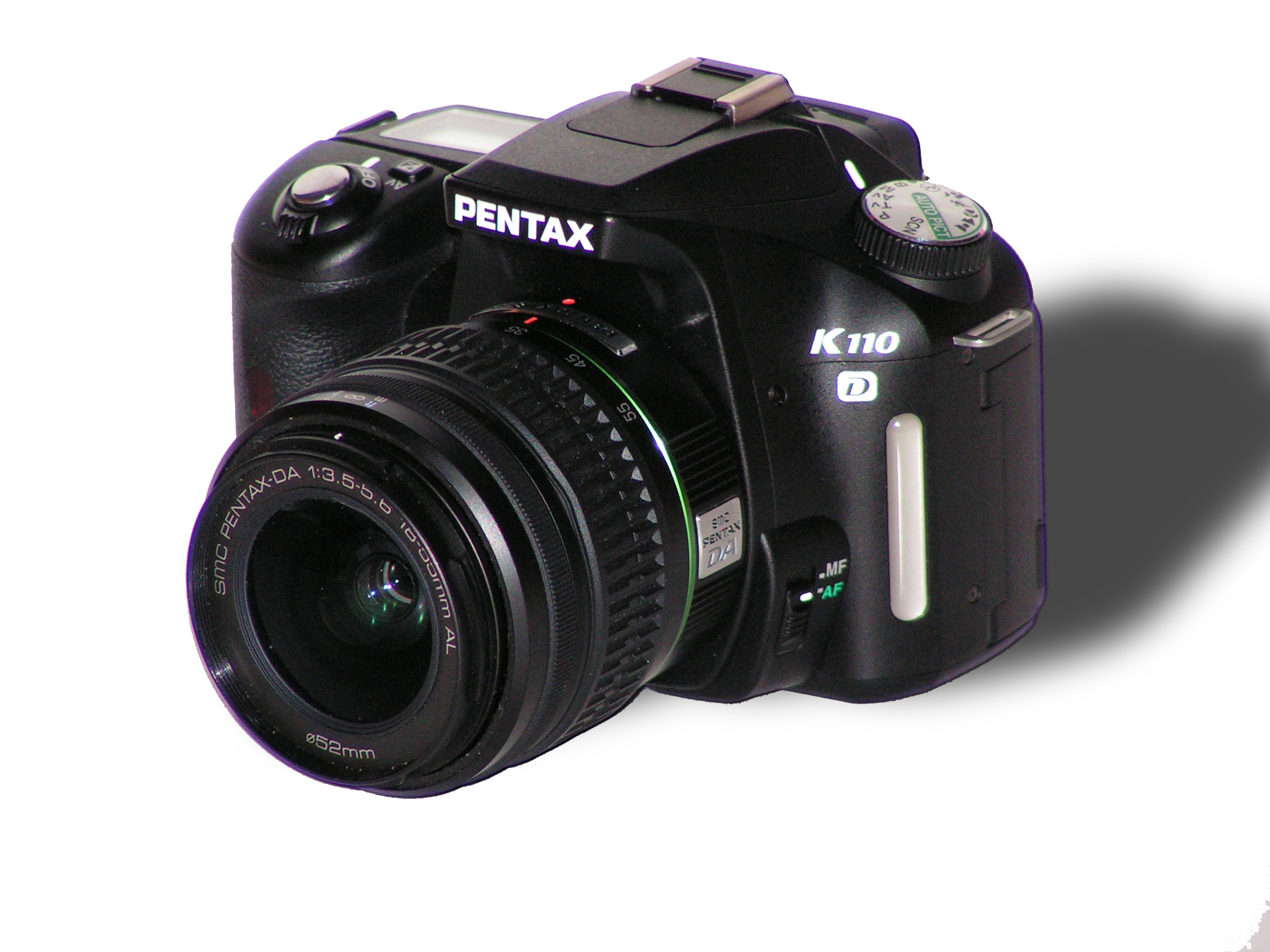
Pentax K110D avec objectif Pentax DA 18-55 mm f/3.5-5.6 AL.

### Moyens formats (2009- )
- Pentax 645D (2009)

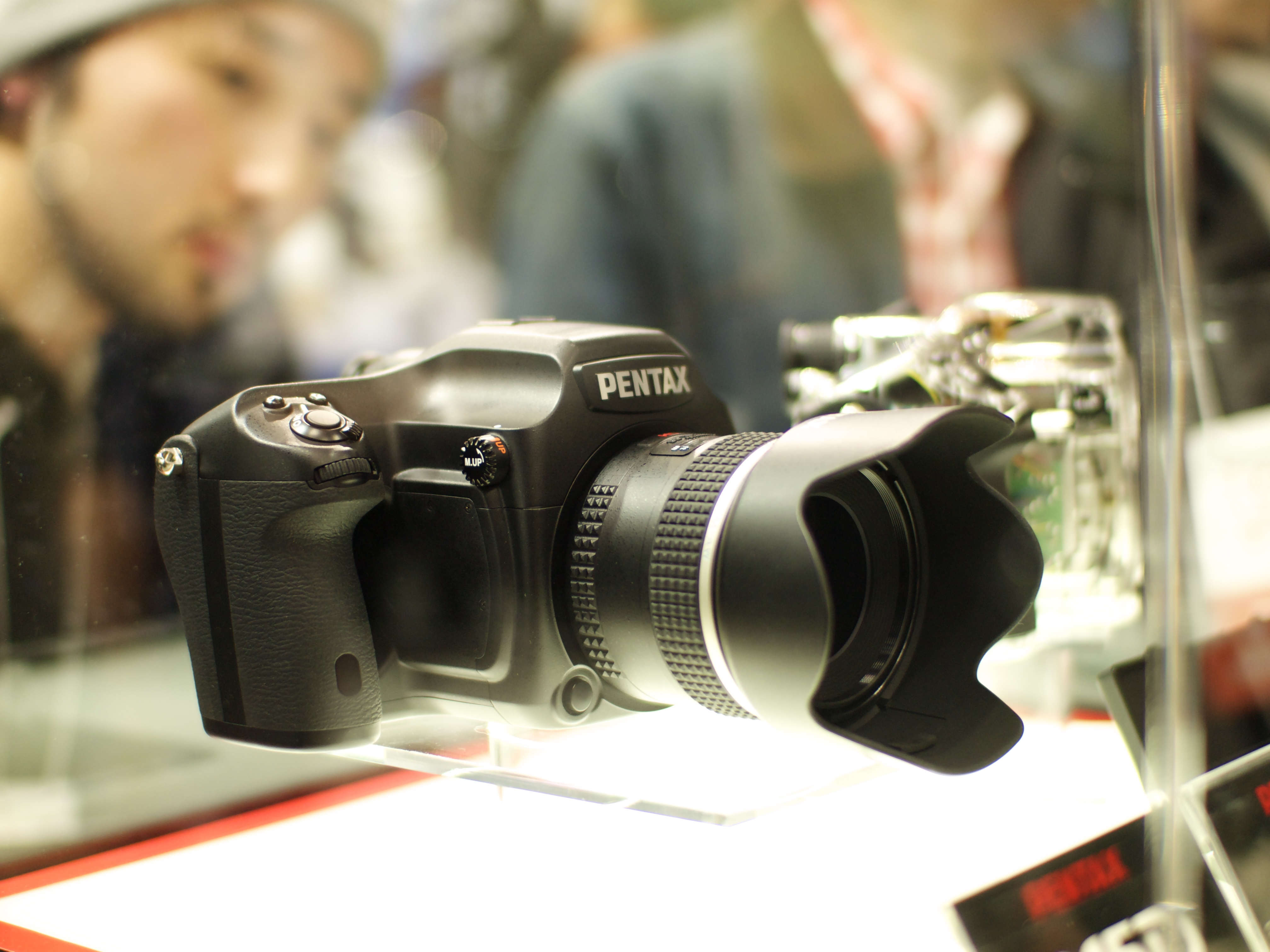
Pentax 645D.

  - Édition limitée 645D Camera Grand Prix (2011)
  - Édition spécifique 645D IR (infrarouge haute résolution) (2013)
- Pentax 645Z (2014)

### Hybrides capteur APS-C (2012- )
La série K utilise la monture K.

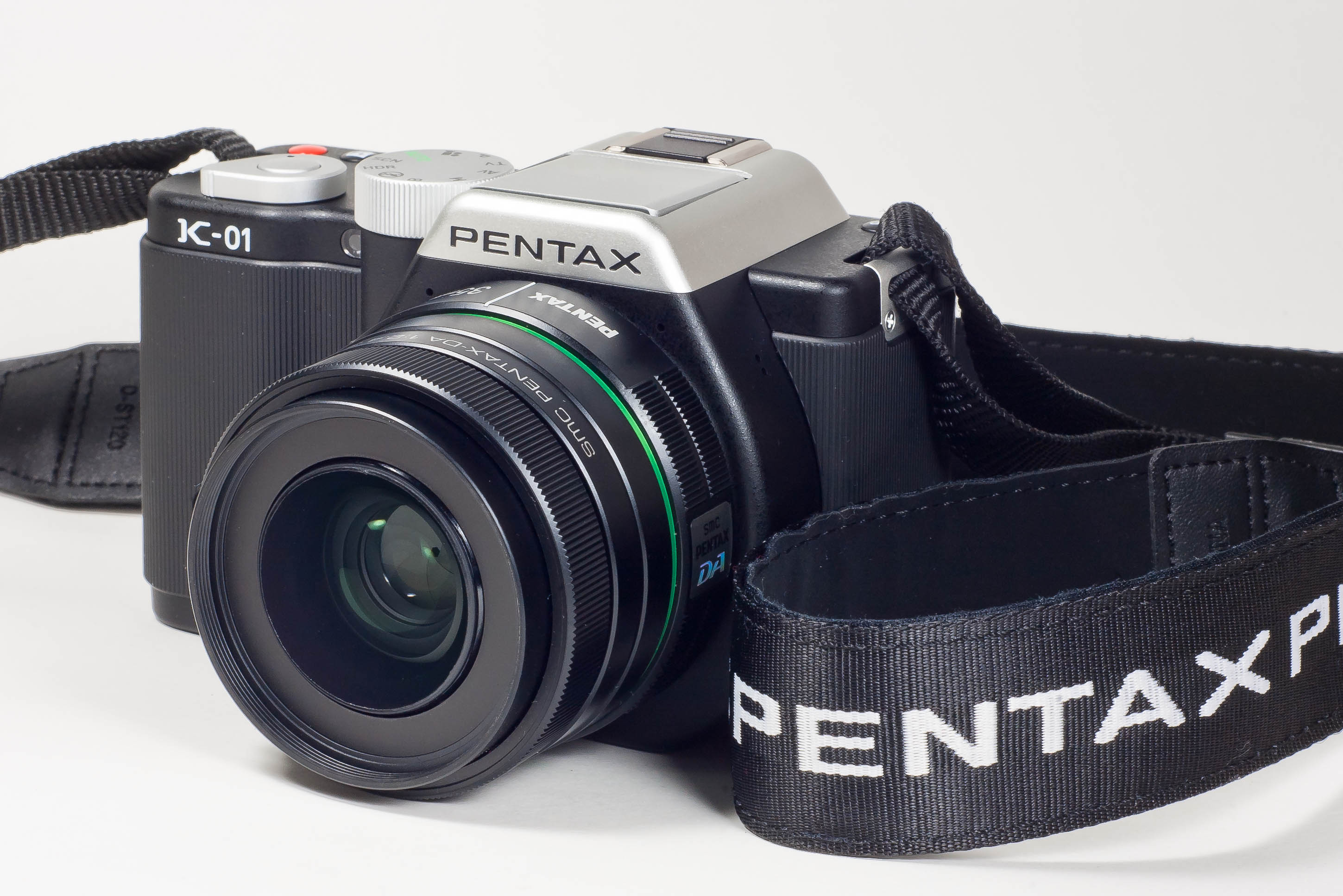
Pentax K-01 avec objectif Pentax DA 35 mm f/2.4 AL.

- Pentax K-01 (en) (2012), prix d'or du German Design Award 2013[1].

### Hybrides miniatures (2012- )
La série Q utilise une monture Q spécifique, les objectifs à monture K sont utilisables par utilisation d'un adaptateur.
- Pentax Q (en) (2011)
- Pentax Q10 (2012)
- Pentax Q7 (2013)
- Pentax Q-S1 (2014)

### Bridges (2012- )
- Pentax X-5 (2012)
- Pentax XG-1 (2014)

### Compacts (2013- )
- Pentax MX-1 (2013), inspiré du reflex argentique Pentax MX.

### Compacts Optio (2003- )
- Optio S (2003)
- Optio W30 (2007)
- Optio S12 (2008)
- Optio M50 (2008)
- Optio M60 (2008)
- Optio E50 (2008)
- Optio WG-1 (2011)
- Optio WG-2 (2012)
- Optio RS 1500 (et déclinaison DC COMICS)
- Optio RZ10
- Optio RZ18
- Optio W90
- Optio I-10
- Optio M90
- Optio H90
- Optio E90

## Galerie

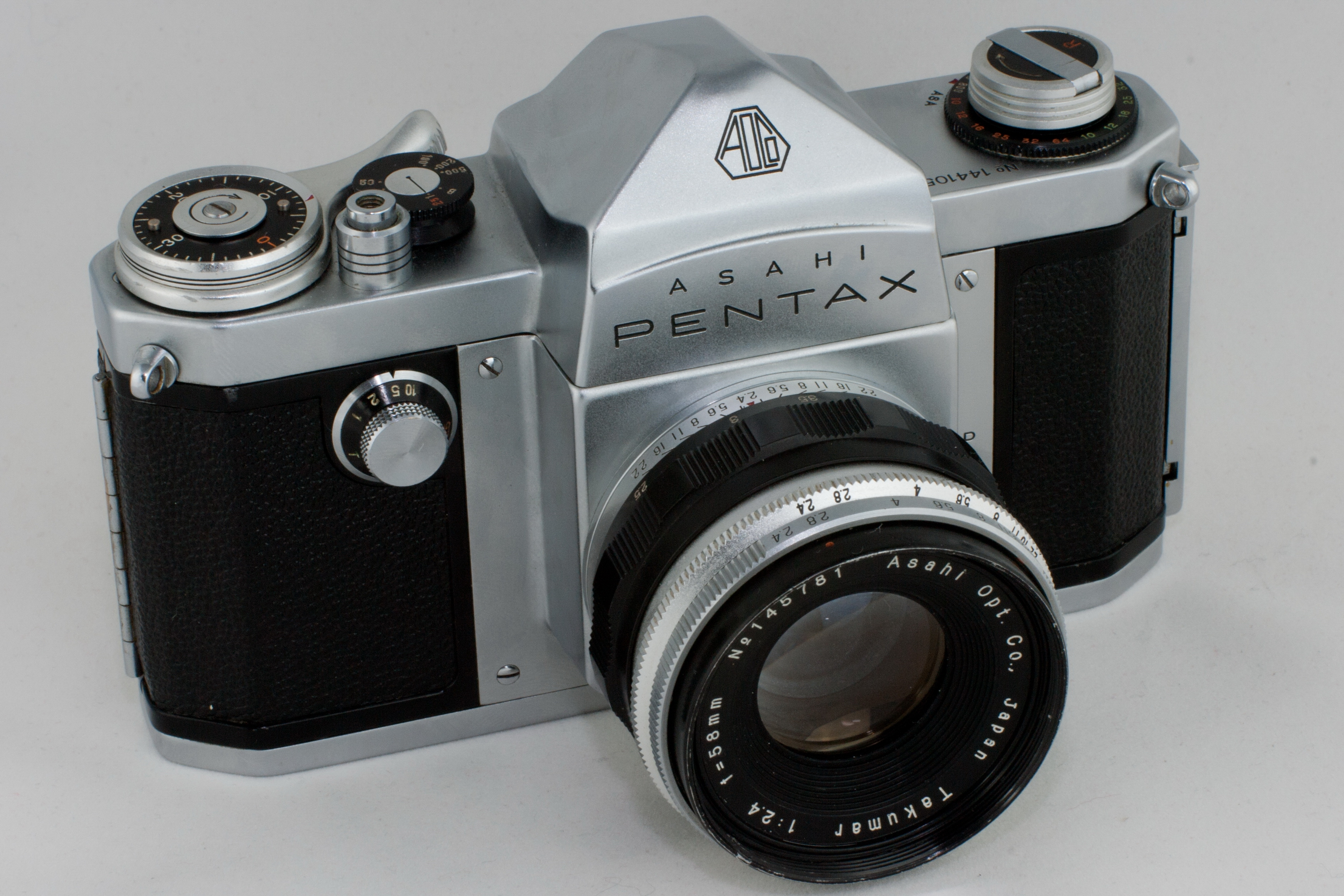
Asahi Pentax
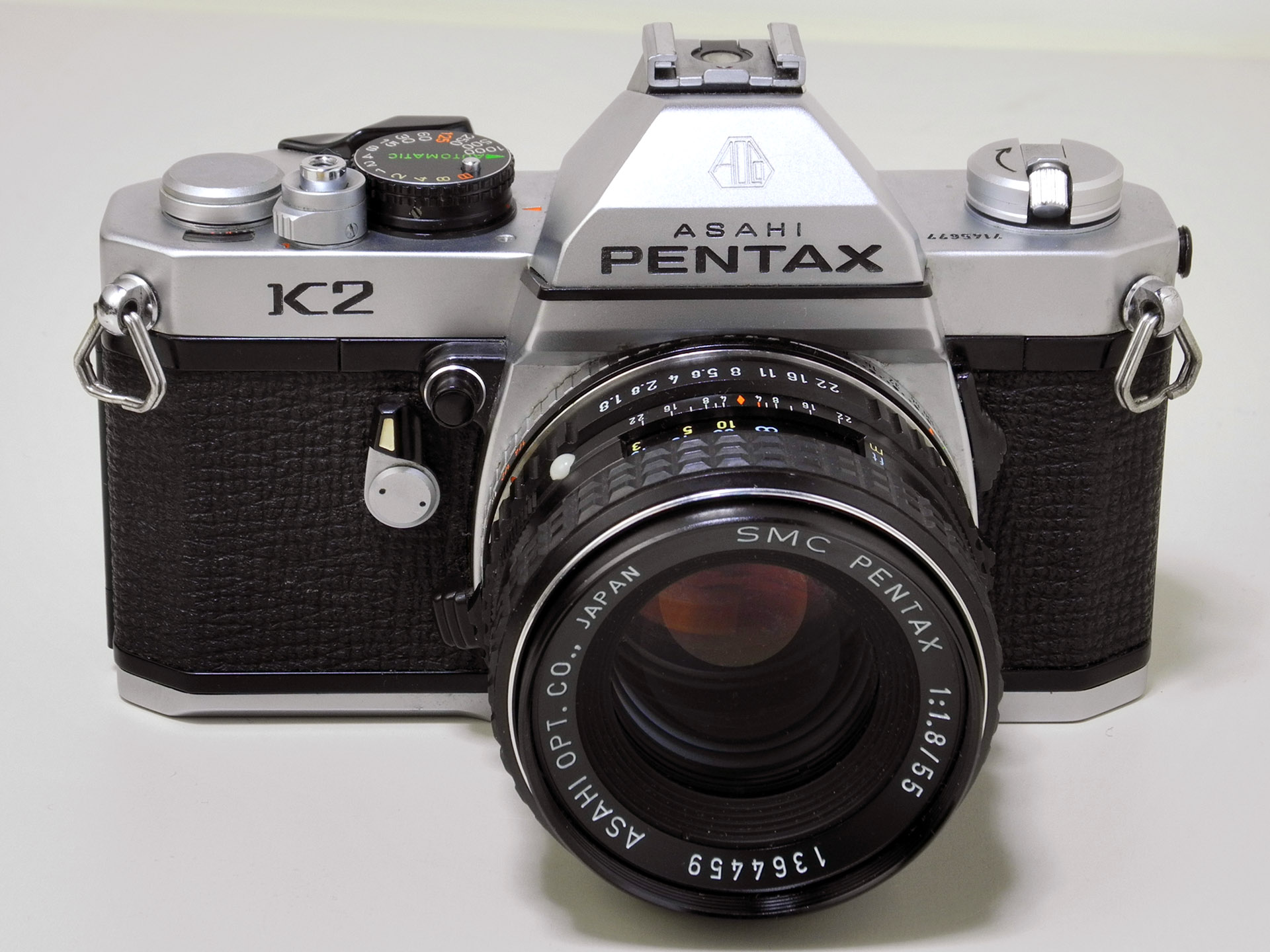
Pentax K2 with 55 mm lens